# Bastard!!
Bastard!! - L'oscuro distruttore (バスタード!! 暗黒の破壊神?, Basutādo!! Ankoku no hakaishin, lett. "Bastard!! Il dio distruttore delle tenebre") è un manga incompiuto scritto e disegnato da Kazushi Hagiwara. Dall'opera sono state tratte una serie OAV e un'ONA.

## Trama

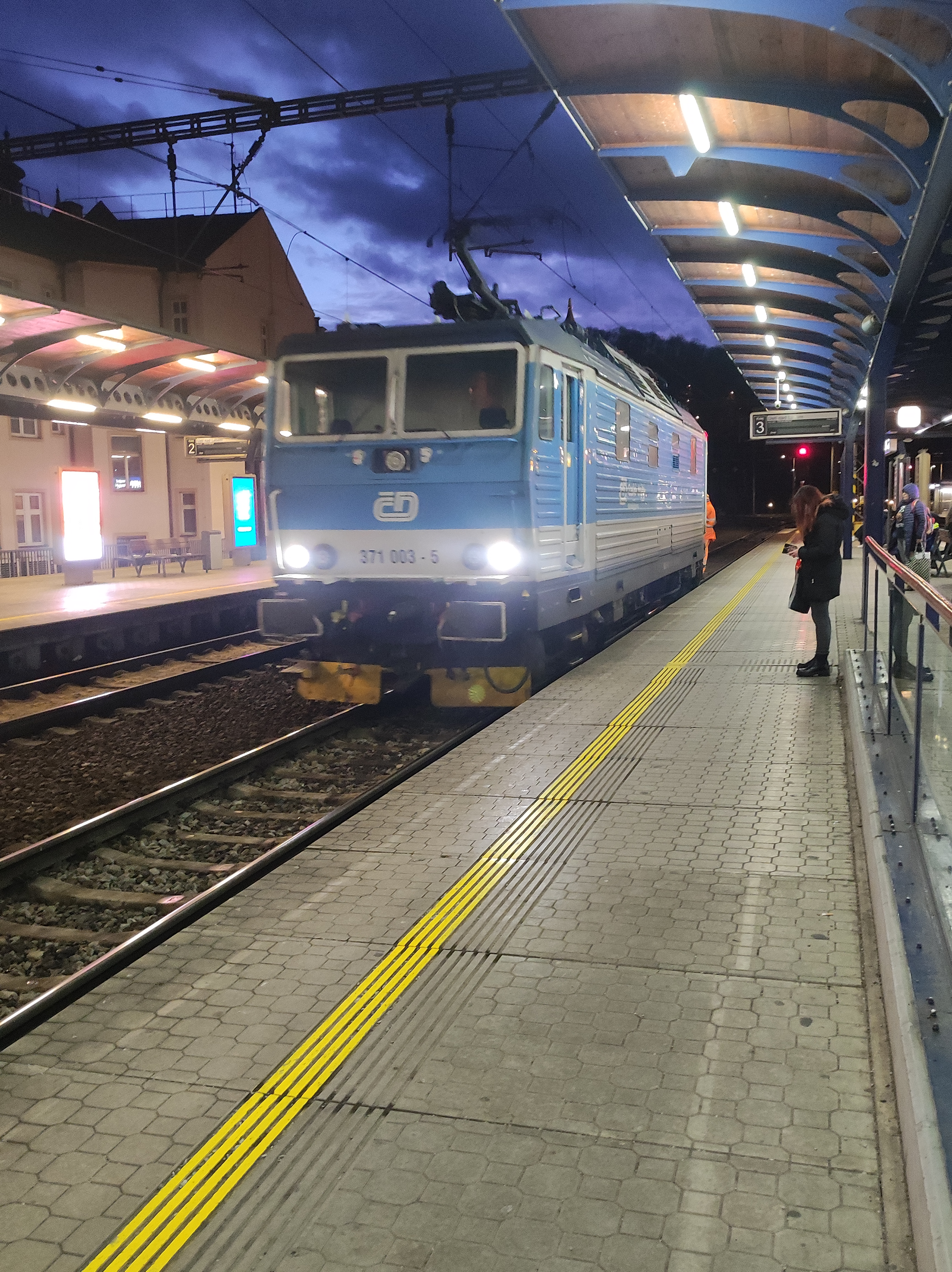
Dark Schneider nell'OAV

Dopo quattrocento anni dalla caduta della civiltà, in un mondo ritornato al Medioevo, ovunque è guerra. Per salvare il regno di Meta-Likana, Tiara Nort Yoko, adolescente figlia del gran sacerdote Geo Nort Sort, fa tornare in vita il leggendario stregone Dark Schneider, che anni prima aveva tentato di conquistare il mondo alla testa di un esercito demoniaco e, prima di essere sconfitto, aveva pronunciato una formula magica che gli avrebbe permesso di ritornare in vita, ma il gran sacerdote riuscì a imprigionarlo nel corpo di Rusie Renren, un adolescente orfano allevato insieme a Yoko, gentile e servizievole. Dark Schneider ubbidisce a Yoko e aiuta il regno di Meta-Likana a difendersi dalle truppe di Kall-Su, che anni prima era alleato di Dark Schneider stesso. Lo scopo finale di Kall-Su è di riportare in vita Anslasax, il leggendario dio distruttore, che 400 anni prima aveva devastato il mondo. Risorto il dio distruttore scoppia la guerra tra angeli, demoni e uomini e compaiono figure come Lucifero, Satana, il Messia e quattro arcangeli.
Anslasax non è altro che un angelo appartenente alla classe delle dominazioni (la storia della grande distruzione raccontata finora si rivela falsa), dopo essere stato sconfitto da Dark Schneider risorge rivelando la sua identità, e permette così agli angeli di arrivare sulla terra, iniziando l'Apocalisse. Il mondo fantasy generato quattrocento anni prima non è altro che un nuovo mondo voluto da Dio dopo che il nostro era stato distrutto dall'armageddon nel 1999, nel quale la maggior parte degli uomini e degli animali era morta e al quale hanno partecipato anche i demoni, guidati da Satana. Satana riuscì a sconfiggere Gabriel, Uriel, Rafael (gli angeli più forti, all'epoca arcangeli poi promossi serafini), ma venne infine sconfitto da Micheal e rinchiuso all'inferno per mille anni, ma riuscirà a uscirne dopo il nuovo arrivo degli angeli sulla Terra. Resta un mistero perché lo sterminio totale non si completò, comunque in quel frangente nacque Dark Schneider, che si rivelerà essere l'Anticristo, incarnazione di Satana sulla terra. Satana e Lucifero sono due personaggi differenti, il primo è identico a Dark Schneider nelle fattezze, il secondo a Rusie Renren; Lucifero era il capo degli angeli ma era scettico su alcuni piani di Dio dopo la creazione dell'uomo, che aveva dichiarato che quello era l'unico suo figlio riconosciuto; da qui un terzo degli angeli si ribella e ne nasce una guerra alla quale si uniscono anche i demoni, creature di un'altra dimensione; Lucifero e i suoi perdono e sono costretti a rifugiarsi all'inferno.
Dark Schneider è morto quando Anslasax è risorto come angelo, e si ritrova all'inferno dove incontra Satana che gli racconta la sua lotta contro Dio e che il creatore dell'universo è un altro, che viene chiamato il Dio dei demoni, e che la sua memoria è stata sigillata quattrocento anni prima. Incontra i sette angeli decaduti più forti, guidati da Baalzebub e si scontra con Porno Diano. Successivamente è sulla Terra dove è in corso una guerra tra angeli e demoni insieme ad angeli decaduti; l'umanità ormai è ridotta a poche migliaia di persone. Qui incontra Uriel, Gabriel, Micheal e Rafael, affermando di conoscerli (infatti ha recuperato la memoria) e iniziano uno scontro con un angelo decaduto, Konron, il cui obiettivo è il decadimento di Uriel, costringendolo a uccidere sua sorella. Riuscito nel suo intento, Konron vede Uriel diventare una creatura infernale, prima di essere ucciso da Dark Schneider, rivelatosi come anticristo, il quale poi, dopo un lunghissimo scontro, riesce finalmente a sconfiggere anche l'ex angelo.

## Personaggi
Dark Schneider (ダーク・シュナイダー?, Dāku Shunaidā)/Rusie Renren (ルーシェ・レンレン?, Rūshe Renren)
Doppiato da: Kazuki Yao (Dark Schneider, OAV), Yuriko Fuchizaki (Rusie, OAV), Kishō Taniyama (Dark Schneider, ONA), Kanae Itō (Rusie, ONA) (ed. giapponese), Luca Semeraro (Dark Schneider, OAV), Davide Garbolino (Rusie, OAV), Omar Vitelli (Dark Schneider, ONA), Marcello Gobbi (Rusie, ONA) (ed. italiana)
Dark Schneider (che prende il nome da Udo Dirkschneider) è il mago più potente della serie. 15 anni prima dell'inizio della storia, aveva un esercito di migliaia di maghi e guerrieri, guidati dai suoi aiutanti "I Cavalieri del Caos" (gruppo composto da Arshes Nei, Abigail, Gara e Kall-Su). Fu sconfitto da Lars Ul Metallicana (chiaro riferimentoa Lars Ulrich, batterista dei Metallica), il principe del regno di Metallicana. Tuttavia è sfuggito alla morte usando le sue arti oscure per reincarnarsi nella forma di un bambino, Rusie Renren. Geo Nort Sort, il sacerdote capo dei Metallicana, ha quindi sigillato lo spirito di Dark Schneider in modo che non riemergesse nel ragazzo. Dopo lo scoppio di una guerra per spezzare i sigilli di Anthrax, il sommo sacerdote ordinò che Dark Schneider fosse scatenato ancora una volta per conquistare il mondo. L'obiettivo principale di Dark Schneider è conquistare il mondo e "avere tutte le donne del mondo". La prima parte della storia si basa principalmente sul fatto che riesca a rincontrare i suoi uomini, noti come "Cavalieri del Caos" o "Quattro Re Celesti", oltre a ottenere il potere che aveva una volta in modo da poter raggiungere nuovamente il suo obiettivo di conquista del mondo.
Dopo aver perso la sua battaglia contro Antrax (chiamato anche Anthrasax), che si rivela essere un angelo, Dark Schneider viene gettato nelle profondità dei livelli superiori dell'Inferno e incontra Satana. Satana gli dice che lui è una parte importante della profezia della fine dei tempi e guiderà i demoni e l'umanità a combattere contro Dio e il suo esercito. Rivela anche di essere il "padre" di Dark Schneider, e quindi considera quest'ultimo l '"Anticristo" menzionato nella Bibbia. Dark Schneider, tuttavia, rifiuta di allinearsi con l'Inferno e viene poi spinto in battaglia con l'Alto Comandante dell'Inferno, Porno Diano. Quattro anni dopo, torna sulla Terra e combatte al fianco dei Serafini contro il diavolo Konron. Il suo corpo viene distrutto dall'attacco del Pugno Rotante di Konron, ma la sua testa sopravvive.
Tiara Nort Yoko (ティア・ノート・ヨーコ?, Tia Nōto Yōko)
Doppiata da: Yuka Koyama (OAV), Tomori Kusunoki (ONA) (ed. giapponese), Emanuela Pacotto (OAV), Giulia Bersani (ONA) (ed. italiana)
Yoko è una ragazza dai capelli rossi e dal carattere volitivo e un po' capriccioso nonché figlia del Gran Sacerdote, una vergine casta, autoproclamata guardiana e amica di Rusie. È il principale interesse amoroso di Dark Schneider ed è la prima a usare il "bacio della vergine" per risvegliarlo. Dopo aver affrontato un addestramento da sacerdotessa, non mostra alcun talento magico fino alle fasi più avanzate del manga, dove diventerà la chierica del gruppo, mentre nella serie OAV non fa mai appello alle sue capacità. Nonostante ciò, è l'unica persona che Dark Schneider teme e soprattutto rispetta.
Durante la pausa di quattro anni nella serie risulta scomparsa, apparentemente uccisa durante la caduta del Re Cremisi. Allo stesso tempo, una donna con lo stesso aspetto e nota con il nome di "Lilith" appare accanto al Re dell'Inferno. Quest'ultima donna è stata trovata vicino ai confini del Lete e sembra avere dei ricordi di Dark Schneider.
Gara (ガラ?, Gara)
Doppiato da: Tesshō Genda (OAV), Hiroki Yasumoto (ONA) (ed. giapponese), Marco Balzarotti (OAV), Alessandro Germano (ONA) (ed. italiana)
Gara è un maestro del ninjutsu e almeno il terzo generale che Dark Schneider ha assunto. Ha tentato di uccidere quest'ultimo, ma a seguito di un combattimento ne è uscito sconfitto facilmente. Dark Schneider rimase commosso dagli attacchi impetuosi e volitivi del ragazzo, e così si offrì di assumerlo come servitore e combattente; Gara accettò questa opportunità e da allora è un suo fedele servitore. Utilizza una spada che può trarre la sua forza vitale direttamente dallo spadaccino, consentendo attacchi magici quasi imbattibili. Tuttavia, l'attacco più forte di solito si rivela fatale da utilizzare.
Quando ha scoperto che Dark Schneider era stato risvegliato, ha rapito Yoko; in seguito a Dark Schneider è stato chiesto di rintracciare il maestro ninja e una volta di fronte l'uno all'altro si sono affrontati. Al termine dello scontro, Dark Schneider e Gara persero entrambi un braccio, spingendo il secondo ad alzare la posta in gioco sostenendo di aver avuto rapporti con Yoko; sperando che ciò avrebbe fatto perdere a Dark il suo spirito combattivo, ma questa sua affermazione finì solo per far arrabbiare orribilmente il mago. A questo punto Dark Schneider distrusse la base di Gara, ma risparmiò tutti i presenti e ricreò il braccio del suo avversario. Gara, resosi conto delle proprie azioni, decise di unirsi a Dark Schneider, rivelandosi il primo generale ad aggiungersi nuovamente alle sue schiere.
Arshes Nei (アーシェス・ネイ?, Āshesu Nei)
Doppiata da: Rei Sakuma (OAV), Mami Koyama (drama-CD, ep. 1-3), Yōko Hikasa (ONA) (ed. giapponese), Anna Maria Tulli (OAV), Anna Charlotte Barbera  (ONA) (ed. italiana)
Una metà umana e metà elfa oscura tenuta come schiava dagli Elfi Silvani. Dopo essere stata abbandonata dalla sua tribù, è stata trovata da Dark Schneider che ha provato pietà nei suoi confronti. Diventò così sia sua figlia che la sua amante, essendo apparentemente altrettanto immortale (o almeno longeva). È la sua principale confidente, e come tale è a conoscenza della maggior parte degli incantesimi che utilizza. Per dimostrare la sua lealtà ai Quattro Re Celesti, si è lasciata maledire dall'incantesimo di accusa di Abigail; nell'anime degli anni '90, questo l'ha costretta a combattere contro Dark Schneider mentre il suo esercito marciava su Metallicana. Nel mezzo di una resa dei conti magica con Helloween, lo spirito di Rusie ha reso Dark Schneider consapevole di ciò che stava spingendo sua figlia ad attaccarlo. Dark Schneider rimase indignato e si strappò il cuore per scacciare il potere dell'incantesimo di accusa, ma in seguito resuscitò. A questo punto Arshes si unisce a lui e insieme distrussero gli eserciti nemici. È stata la prima persona ad entrare nei "Cavalieri del Caos" e la seconda a rifarne parte. Il suo nome è un riferimento ai Whitesnake.
Kall-Su (カル＝ス?, Karu Su)
Doppiato da: Toshihiko Seki (OAV), Ryō Horikawa (drama-CD, ep. 1-3), Shin'ichirō Miki (drama-CD, ep. 4), Kenshō Ono (ONA) (ed. giapponese), Simone D'Andrea (OAV), Matteo Garofalo (ONA) (ed. italiana)
Kall-Su era il secondo generale di Dark Schneider; per combattere usa l'Ice-Falchion, una grande spada, ed è magicamente potente. Il suo nome è un riferimento a Kal Swan dei gruppi musicali Lion e Bad Moon Rising. Kall-Su è nato in un villaggio lontano e suo padre era un drago di ghiaccio in forma umana. Per questo motivo era temuto dagli altri abitanti e fu vittima di bullismo e di pestaggi. Si sbarazzò dei bulli attraverso l'uso istintivo della magia e fu condannato a morire in una grotta. Ad un certo punto, con vergogna e paura, sua madre tentò di ucciderlo con l'Ice-Falchion. Anche se il colpo ha quasi tagliato a metà la testa di Kall-Su, questi riuscì ad uccidere la madre e, dopo aver lasciato il villaggio, è stato fermato da una folla munita di fiaccole. Distrusse la folla con uno sguardo, così come l'intero villaggio, e rimase a vagare tra le rovine. Dark Schneider lo trovò e lo fece entrare nel suo gruppo, dichiarandolo suo figlio, ma soprattutto schiavo e servitore. Vanta un potere estremo ed è in grado di trasformarsi in un drago di ghiaccio a piacimento. Distrugge l'intera città di Whiteos-Neiki con il suo incantesimo, Vizkaya, che congela tutti gli abitanti del regno in ghiaccio solido. Quando la serie finisce inaspettatamente, è l'ultimo generale rimasto e desidera l'apocalisse. Viene poi rivelato che Anthrax gli disse di disprezzare Dark Schneider ed esplose così un violento scontro tra i due.
Kall, Nei e Gara scoprono poi il motivo per cui "esseri luminosi di luce" hanno iniziato una guerra contro di loro tramite antichi elaboratori in una base sotterranea. Apprendono che l'Apocalisse si sta avvicinando rapidamente e gli esseri di luce sono in realtà angeli inviati da Dio per uccidere un terzo dell'umanità (quelli ritenuti peccatori per aver adorato falsi dei). Uno dei dodici elfi di Europa (a cavallo di un abominio simile a un behemoth con piedi umani e dozzine di occhi) vede i tre e si arrabbia per aver scoperto il motivo dietro gli eventi attuali della Terra attraverso il suo sistema informatico. Dopo aver evocato numerosi mostri, si preparano a combattere. Tuttavia, prima dell'inizio dello scontro, scoprono che le loro spade stanno esplodendo di energia e sembrano aver perso il loro potere.
Quattro anni dopo la battaglia sulla Terra, Kall-Su è cieco (apparentemente dalle cicatrici riportate sugli occhi e sul viso). Sostiene che il suo potere sia aumentato esponenzialmente negli ultimi quattro anni, anche se non sa il motivo. Alla fine questo dettaglio gli viene chiarito attraverso il "Ragazzo Misterioso" che è colmo dello stesso potere di Elijah e ritenuto degno di essere il suo successore. Si dice anche che sia il "vero" re dei Metallicana e che alla fine dovrà combattere con Dark Schneider insieme al "Ragazzo Misterioso". Molte persone però non credono che sia il successore di Elijah, e fra queste vi è il re nano Jeloy, armato di una potente ascia per respingere questo evento. Lui e i suoi uomini furono però fermati da Lars, credendo che fosse veramente il successore di Elijah (poiché è un noto eroe nel regno dei nani). Corregge la loro affermazione, dicendo che in effetti Kall è il successore di Elijah e gli è stato detto di fare l'opera di Dio.
Dopo aver lasciato il regno dei nani, Kall-Su decide di andare nel mondo degli spiriti in cerca di aiuto e risveglia un potente gigante dal suo sonno. Il gigante lo maledice per aver violato la terra "santa" e dice che dovrà morire per i suoi "peccati". Kall afferma che "la morte non sarà sufficiente per espiare i miei crimini in questo mondo" e lancia una sfera d'acqua super condensata contro il gigante, poi lancia l'Ice-Falchion contro la sfera per rilasciare un'ondata d'acqua sul gigante, facendolo tornare prigioniero di una colonna di ghiaccio. Nei gli si avvicina e gli dice che non è da lui essere così avventato. Il terreno inizia a rimbombare e un gigantesco portale appare davanti ai due, Kall afferma che si recherà nel regno degli spiriti per cercare di chiedere aiuto contro l'imminente guerra sulla Terra.
Abigail (アビゲイル?, Abigeiru)
Doppiato da: Ryūzaburō Ōtomo (OAV), Tomokazu Sugita (ONA) (ed. giapponese), Stefano Albertini (OAV), Massimiliano Lotti (ONA) (ed. italiana)
Abigail è un personaggio misterioso: è il quarto Cavaliere del Caos, ed è piuttosto potente. Afferma di essere il sacerdote e il primo cavaliere di Anslasax e spiega che esiste dai giorni del Vecchio Mondo e il suo compito è quello di facilitare la resurrezione di Anthrax. Maledice Arshes con l'incantesimo di accusa, che la costringe a obbedirgli e se non dovesse farlo, il suo corpo verrà distrutto e tornerà ad avere le sembianze di un rospo immortale. È il membro solitario del gruppo ed è in grado di ottenere le "tre chiavi" che suggellano il Dio della Distruzione nel sonno e inizia l'incantesimo per resuscitarlo. Alla fine Abigail viene distrutto da Dark Schneider, anche se il primo riesce quasi a uccidere il secondo, Yoko, Arshes e Gara. Nel "Requiem dell'Inferno" (la seconda parte della serie), viene visto comunicare con Dark Schneider e i suoi amici, i samurai. Dopo l'attacco dell'angelo sulla Terra, Abigail converte il suo spirito nel sistema a griglia mainframe della flotta volante King Crimson Glory (riferimento alle band King Crimson e Crimson Glory). Vi sono alcuni indizi che Abigail possa essere il "falso profeta", il servitore dell'Anticristo menzionato nella Bibbia. Il suo nome deriva dall'album di King Diamond, Abigail.
Lars Ulu (ラーズ?, Rāzu)
Doppiato da: Masami Kikuchi (OAV), Yoshitsugu Matsuoka (ONA) (ed. giapponese), Andrea Beltramo (ONA) (ed. italiana)
Lars Ulu, il cui nome è un riferimento a Lars Ulrich dei Metallica, è il principe del regno di Metallicana. Si dice che sia il più grande guerriero dei Metallicana, grazie alla sua capacità di uccidere eserciti di migliaia di persone da solo. Una parte del suo potere deriva dal "sangue dei draghi" che scorre nelle sue vene, conferendogli maggiore vigore, potenza e velocità, oltre alla capacità di usare il "ki", ovvero il potere spirituale del drago per i suoi attacchi. Brandisce la spada del drago "Heavy Metal", una lama traslucida con un potere d'attacco mostruoso, resa ancora più letale in quanto assorbe il "ki" dei draghi per aumentare la sua forza distruttiva.
Quindici anni prima dell'inizio della storia, ha combattuto Dark Schneider in una battaglia dalla durata di diversi giorni. In questo lasso temporale, Dark Schneider era già riuscito a conquistare la maggior parte della Terra e aveva solo bisogno di ottenere solo alcuni regni per governare il mondo. Lars si ritrovò a perdere la battaglia e non ebbe possibilità di vittoria. Non avendo altra scelta, evoca il "Dragon Knight", un robot meccanico alto più di 500 metri e originariamente creato dai Dieci Saggi d'Europa. Il drago stesso, assorbendo e moltiplicando l'energia spirituale di chiunque lo usasse, si rivelò utile e aiutò Lars a uccidere Dark Schneider. Lo stesso Dragon Knight, tuttavia, fu maledetto, poiché doveva essere usato contro Anthra-Sax, non Dark Schneider, e lo trasformò in un cucciolo di drago. Dopo la morte di Dark Schneider, si dice che Lars sia scomparso o addirittura morto, poiché nessuno sapeva cosa fosse veramente successo quel giorno.
Sotto forma di un cucciolo di drago, Lars trascorre il suo tempo alla ricerca di un successore del Dragon Knight. Alla fine è stato trovato da Gara, il maestro ninja e uno dei "Quattro Cavalieri del Caos" e diventa il suo animale domestico. Segue persino Dark Schneider mentre va in giro per osservarlo, sapendo benissimo che una volta erano nemici mortali. Poco prima dell'attacco dell'angelo sulla Terra, il Dragon Knight fu distrutto da Anthrax, liberando così Lars dal suo incantesimo. Dice a Geo e agli altri membri del gruppo che il Dragon Knight non è divino come si credeva una volta ed era la ragione dietro la sua forma maledetta.
Durante l'attacco dell'angelo, Lars combatte contro gli angeli usando il potere del drago. È l'ultimo a resistere (poiché gli shogun stregoni e i samurai furono uccisi), anche se alla fine viene annientato dagli angeli di grado più alto.
Bon Jovina (ボン・ジョヴィーナ?, Bon Jobina)
Doppiato da: Takkō Ishimori (OAV) (ed. giapponese), Mario Scarabelli (OAV), Giorgio Bonino (ONA) (ed. italiana)
Prende il nome dall'artista Jon Bon Jovi, Bon Jovina è lo sfortunato capitano della guardia dei Metallicana. Viene costantemente sconfitto dai nemici, ma sembra essere abbastanza forte da resistere, perché sopravvive alla sconfitta di un'idra, preso a pugni da un minotauro con un gigantesco martello da guerra, schiacciato da due pareti e fatto scaraventato attraverso due muri dalla spada dell'uragano. Non gli piace molto Dark Schneider, ma è molto fedele alla principessa. In seguito Bon Jovina si reca nelle Sale del Ritrovo con le altre razze di semi-umani in tutto il mondo per decidere cosa fare per la battaglia imminente.
Principessa Sheila (シーラ 姫?, Shīra hime)
Doppiata da: Konami Yoshida (OAV), Nao Tōyama (ONA) (ed. giapponese), Stefania Patruno (OAV), Valentina Framarin (ONA) (ed. italiana)
Principessa dei Metallicana e sorella di Lars, è forte e determinata, oltre che magicamente potente. Ha deciso di seguire Dark Schneider dopo essere rimasta affascinata da quest'ultimo e arriva persino al punto di ammettere di "amarlo".
Geo Nort Sort (ジオ・ノート・ソート?, Jio Nōto Sōto)
Doppiato da: Nobuo Tanaka (ed. giapponese), Marco Balbi (ONA) (ed. italiana)
Il potente chierico padre di Yoko, ha trasformato e imprigionato Dark Schneider nella forma di Rusie alla fine della Grande Guerra avvenuta 15 anni prima dell'inizio della storia. Il suo nome sembra essere un riferimento a Jeff Scott Soto, ex cantante di Yngwie Malmsteen.
Sean Ari (シーン・ハリ?, Shīn Hari)
Doppiata da: Wakana Yamazaki (OAV), Ari Ozawa (ONA) (ed. giapponese), Monica Bonetto (OAV), Laura Valastro (ONA) (ed. italiana)
Un'orfana di guerra, è stata probabilmente cresciuta da Arshes Nei, la quale gli ha anche insegnato l'Alta Magia Antica impiegando dei talismani per aiutarla e facendola così diventare uno dei tre generali stregoni sotto il suo comando. Quando fu scoperta la prima resurrezione di Dark Schneider, a Sean Ari fu ordinato di assassinarlo: travestendosi da figlia di un ricco signore, usando le sue astuzie femminili e il suo corpo da vergine, riuscì quasi nel suo intento; Dark Schneider però si rese conto in quanti guai si trovava solo quando notò i segni fatti dall'armatura sulla parte superiore del corpo di Sean Ari. Il mago lascivo procedette a sedurre Sean Ari e la sua lealtà si spostò da Arshes a lui. Sean ha avuto un ruolo minore nell'OAV. Il suo nome è un riferimento al cantante dei Diamond Head, Sean Harris.
Kai Harn (カイ・ハーン?, Kai Hān)
Doppiata da: Yūko Kobayashi (OAV), Shizuka Itō (ONA) (ed. giapponese), Patrizia Scianca (OAV), Elisa Giorgio (ONA) (ed. italiana)
Una maga-guerriera, nonché secondo generale stregone. È una maestra dell'antico stile di spadaccino Hariken e della magia dimenticata, e la sua abilità magica è maggiore di quella di Sean. Dark Schneider l'ha incontrata in una città in cui i cittadini erano stati trasformati in pietra, inizialmente scambiandola per un ragazzo con una cotta per Ari Sean, e ha proceduto a schernire Kai con disinformazione sulla verginità di Sean. Usando un incantesimo che ha trasformato gli umani in statue, l'infuriata Kai ha preso il sopravvento nella loro lotta e avrebbe ucciso Dark Schneider, se Ari Sean non avesse interferito e l'avesse fermata abbastanza a lungo da consentire a Dark Schneider di scoprire la divinità che fungeva da fonte della magia di Kai (Yng Wie, riferimento al musicista Yngwie Malmsteen) e sopraffarlo con il potere del suo dio protettore, Black More. Sull'orlo della sconfitta, Kai evocò una coccatrice per pietrificare sia Dark Schneider che Ari Sean, ma alla fine fu sconfitta a seguito di una ferita riportata a causa della stessa creatura convocata. Dark Schneider la aiutò a "curare" la sua ferita contro le sue proteste, seducendola e vincendola. Il suo nome è un riferimento a Kai Hansen, ex cantante degli Helloween e leader dei Gamma Ray.
Di Amon (ダイ＝アモン?, Dai Amon)
Doppiato da: Shigeru Chiba (OAV), Takehito Koyasu (ONA) (ed. giapponese), Pietro Ubaldi (OAV), Matteo De Mojana (ONA) (ed. italiana)
Il terzo generale stregone, si tratta di un mago che si trasformò in un vampiro prima di arruolarsi nell'esercito oscuro. Di Amon è modellato sulla leggenda del metal King Diamond, mostrando persino l'amore per la musica, il canto e la pittura per il viso nell'OAV. Anche la voce è simile. Cercò il potere di rovesciare Arshes Nei e Kall-Su bevendo il sangue di molte vergini. Nell'OAV, Yoko, che è stata mandata a trovare il mago assente, viene catturata da un lupo mannaro che lavorava per Di Amon. Il lupo mannaro viene poi ucciso da Dark Schneider nei panni di Rusie, spingendo Di Amon a intervenire e imprigionare Yoko, Lars e Rusie. Anche Ari Sean e Kai Harn vengono catturati, ma tutto ciò non si rivelò altri che uno stratagemma che portò a una battaglia magica con Di Amon. Tuttavia, Di Amon si dimostrò quasi invincibile, il che portò Kai a essere morsa, e Sean avrebbe condiviso la stessa sorte, se Yoko non l'avesse difesa. Dopo una lotta contro il sigillo e la volontà di Rusie, Dark Schneider si liberò da solo quando Yoko fu ferita da Di Amon e procedette a sconfiggere il vampiro con astuzia ed egoismo superiori. Di Amon fu così trasformato in polvere dalla luce dell'alba, poi si alzò come un pipistrello gigante, ma Dark Schneider lanciò prontamente l'incantesimo di accusa. In seguito, Di Amon riappare, lavorando duramente per combattere per Dark Schneider, che ora chiama il suo "amato maestro". Ha un'unghia di colore blu brillante.

## Media

### Manga
Il manga è scritto e illustrato da Kazushi Hagiwara. La serie iniziò ad essere pubblicata per la prima volta sul settimanale antologico Weekly Shōnen Jump di Shūeisha il 14 marzo 1988 e continuò la uscita regolare sulla testata fino al 21 agosto 1989. La serie è stata quindi trasferita alla rivista trimestrale Weekly Shōnen Jump Specials, dove è stata pubblicata in maniera irregolare. Successivamente è stata nuovamente pubblicata su Weekly Shōnen Jump in maniera irregolare dal 1997 al 2000. Bastard!! è stato nuovamente trasferito alla rivista seinen Ultra Jump, a partire dal 19 dicembre 2000 dove ha continuato ad uscire a cadenza irregolare. Il suo ultimo capitolo è stato pubblicato il 19 maggio 2010. Ventisette volumi tankōbon sono stati pubblicati tra il 10 agosto 1998 e il 19 marzo 2012. Shūeisha ha ripubblicato la serie in una nuova edizione simile a un kanzenban, intitolata Bastard!! Complete Edition, che aggiorna lo stile grafico di Hagiwara, migliorando i suoi sfondi, la tonalità del nero e alcuni personaggi sono stati ridisegnati. I volumi di questa edizione sono stati pubblicati dal dicembre 2000 al dicembre 2009. Nel 2014, Shūeisha ha pubblicato un'edizione bunkoban in nove volumi distribuita da maggio a settembre.
È stato pubblicato per la prima volta in Italia da Granata Press in 21 numeri sulla collana Z Comix dal novembre 1993 al luglio 1995 e poi interrotta a causa del fallimento della casa editrice. Dal 1998 è stato ripubblicato da Planet Manga sulla testata Manga Saga con periodicità irregolare, prima ristampando le storie già pubblicate dalla Granata Press, quindi proseguendo con le storie inedite. L'edizione italiana conta ad oggi 27 tankobōn. Nel 2002, Planet Manga, ha dato origine ad una nuova edizione del fumetto, Bastard!! Deluxe, che presenta elementi grafici rinnovati e traduzioni rivedute. Verso la fine del 2010, Planet Manga annuncia l'intenzione di pubblicare una nuova edizione di lusso chiamata complete edition per il 2012.

#### Volumi
| 1  | 10 agosto 1988 | ISBN 4-08-871063-0     | marzo 1998        |
| 1  | Capitoli - 01. Wizard!! Il conquistatore delle fiamme (WIZARD!!〜爆炎の征服者〜?, WIZARD!! - Bakuen no seifuku-sha) - 02. L'armata ribelle delle tenebre - 1 Apparizione (闇の反逆軍団編①「登場」?, Yami no hangyaku gundan-hen 1 "Tōjō") - 03. L'armata ribelle delle tenebre - 2 Impeto (闇の反逆軍団編②「暴走」?, Yami no hangyaku gundan-hen 2 "Bōsō") - 04. L'armata ribelle delle tenebre - 3 Scontro (闇の反逆軍団編③「対決」?, Yami no hangyaku gundan-hen 3 "Taiketsu") - 05. L'armata ribelle delle tenebre - 4 Ricognizione (闇の反逆軍団編④「偵察」?, Yami no hangyaku gundan-hen 4 "Teisatsu") - 06. L'armata ribelle delle tenebre - 5 Rapimento (闇の反逆軍団編⑤「誘拐」?, Yami no hangyaku gundan-hen 5 "Yūkai") - 07. L'armata ribelle delle tenebre - 6 Resurrezione (闇の反逆軍団編⑥「復活」?, Yami no hangyaku gundan-hen 6 "Fukkatsu") - 08. L'armata ribelle delle tenebre - 7 Invasione (闇の反逆軍団編⑦「新入」?, Yami no hangyaku gundan-hen 7 "Shin'nyū") |                        |                   |
| 2  | 10 novembre 1988 | ISBN 4-08-871064-9     | aprile 1998       |
| 2  | Capitoli - 09. L'armata ribelle delle tenebre - 8 Irrompere (闇の反逆軍団編⑧「突入」?, Yami no hangyaku gundan-hen 8 "Totsunyū") - 10. L'armata ribelle delle tenebre - 9 Impazienza (闇の反逆軍団編⑨「焦燥」?, Yami no hangyaku gundan-hen 9 "Shōsō") - 11. L'armata ribelle delle tenebre - 10 Responsabilità (闇の反逆軍団編⑩「責任」?, Yami no hangyaku gundan-hen 10 "Sekinin") - 12. L'armata ribelle delle tenebre - 11 Combattimento (闇の反逆軍団編⑪「戦闘」?, Yami no hangyaku gundan-hen 11 "Sentō") - 13. L'armata ribelle delle tenebre - 12 Rincontro (闇の反逆軍団編⑫「再会」?, Yami no hangyaku gundan-hen 12 "Saikai") - 14. L'armata ribelle delle tenebre - 13 Provocazione (闇の反逆軍団編⑬「挑発」?, Yami no hangyaku gundan-hen 13 "Chōhatsu") - 15. L'armata ribelle delle tenebre - 14 Conclusione (闇の反逆軍団編⑭「決着」?, Yami no hangyaku gundan-hen 14 "Ketchaku") - 16. L'armata ribelle delle tenebre - 15 Fatalità (闇の反逆軍団編⑮「因縁」?, Yami no hangyaku gundan-hen 15 "In'nen") - 17. L'armata ribelle delle tenebre - 16 Trappola (闇の反逆軍団編⑯「陥穽」?, Yami no hangyaku gundan-hen 16 "Kansei") - 18. L'armata ribelle delle tenebre - 17 Contrattacco (闇の反逆軍団編⑰「反撃」?, Yami no hangyaku gundan-hen 17 "Hangeki")                 |                        |                   |
| 3  | 10 gennaio 1989 | ISBN 4-08-871065-7     | maggio 1998       |
| 3  | Capitoli - 19. L'armata ribelle delle tenebre - 18 Ragazza (闇の反逆軍団編⑱「少年」?, Yami no hangyaku gundan-hen 18 "Shōnen") - 20. L'armata ribelle delle tenebre - 19 Pietrificazione (闇の反逆軍団編⑲「石化」?, Yami no hangyaku gundan-hen 19 "Sekika") - 21. L'armata ribelle delle tenebre - 20 Mostro (闇の反逆軍団編⑳「魔獣」?, Yami no hangyaku gundan-hen 20 "Majū") - 22. L'armata ribelle delle tenebre - 21 Aiuto (闇の反逆軍団編㉑「助勢」?, Yami no hangyaku gundan-hen 21 "Josei") - 23. L'armata ribelle delle tenebre - 22 Vampiro (闇の反逆軍団編㉒「吸血」?, Yami no hangyaku gundan-hen 22 "Kyūketsu") - 24. L'armata ribelle delle tenebre - 23 Zanne (闇の反逆軍団編㉓「牙狼」?, Yami no hangyaku gundan-hen 23 "Garō") - 25. L'armata ribelle delle tenebre - 24 Avo (闇の反逆軍団編㉔「真祖」?, Yami no hangyaku gundan-hen 24 "Shinso") - 26. L'armata ribelle delle tenebre - 25 Furia (闇の反逆軍団編㉕「激怒」?, Yami no hangyaku gundan-hen 25 "Gekido") - 27. L'armata ribelle delle tenebre - 26 Conte (闇の反逆軍団編㉖「伯爵」?, Yami no hangyaku gundan-hen 26 "Hakushaku") - 28. L'armata ribelle delle tenebre - 27 Unghiablù (闇の反逆軍団編㉗「青爪」?, Yami no hangyaku gundan-hen 27 "Seisō")                                                    |                        |                   |
| 4  | 10 marzo 1989 | ISBN 4-08-871066-5     | giugno 1998       |
| 4  | Capitoli - 29. L'armata ribelle delle tenebre - 28 Decisione (闇の反逆軍団編㉘「決意」?, Yami no hangyaku gundan-hen 28 "Ketsui") - 30. L'armata ribelle delle tenebre - 29 Dio del Fulmine (闇の反逆軍団編㉙「雷神」?, Yami no hangyaku gundan-hen 29 "Raijin") - 31. L'armata ribelle delle tenebre - 30 Arrivo (闇の反逆軍団編㉚「到着」?, Yami no hangyaku gundan-hen 30 "Tōchaku") - 32. L'armata ribelle delle tenebre - 31 Destino (闇の反逆軍団編㉛「宿命」?, Yami no hangyaku gundan-hen 31 "Shukumei") - 33. L'armata ribelle delle tenebre - 32 Profezia (闇の反逆軍団編㉜「予言」?, Yami no hangyaku gundan-hen 32 "Yogen") - 34. L'armata ribelle delle tenebre - 33 Supplica (闇の反逆軍団編㉝「哀訴」?, Yami no hangyaku gundan-hen 33 "Aiso") - 35. L'armata ribelle delle tenebre - 34 Volo (闇の反逆軍団編㉞「飛翔」?, Yami no hangyaku gundan-hen 34 "Hishō") - 36. L'armata ribelle delle tenebre - 35 Sudditanza (闇の反逆軍団編㉟「主従」?, Yami no hangyaku gundan-hen 35 "Shujū") - 37. L'armata ribelle delle tenebre - 36 Vita e Morte (闇の反逆軍団編㊱「死生」?, Yami no hangyaku gundan-hen 36 "Shisei") - 38. L'armata ribelle delle tenebre - 37 Passato (闇の反逆軍団編㊲「過去」?, Yami no hangyaku gundan-hen 37 "Kako")                                 |                        |                   |
| 5  | 10 maggio 1989 | ISBN 4-08-871067-3     | luglio 1998       |
| 5  | Capitoli - 39. L'armata ribelle delle tenebre - 38 Turbamento (闇の反逆軍団編(38)「動揺」?, Yami no hangyaku gundan-hen 38 "Dōyō") - 40. L'armata ribelle delle tenebre - 39 Viraggio (闇の反逆軍団編(39)「変色」?, Yami no hangyaku gundan-hen 39 "Henshoku") - 41. L'armata ribelle delle tenebre - 40 Finale (闇の反逆軍団編(40)「終幕」?, Yami no hangyaku gundan-hen 40 "Shūmaku") - 42. L'armata ribelle delle tenebre - 41 Imminenza (闇の反逆軍団編(41)「急迫」?, Yami no hangyaku gundan-hen 41 "Kyūhaku") - 43. L'armata ribelle delle tenebre - 42 Presagio (闇の反逆軍団編(42)「胎動」?, Yami no hangyaku gundan-hen 42 "Taidō") - 44. L'armata ribelle delle tenebre - 43 Risveglio (闇の反逆軍団編(43)「覚醒」?, Yami no hangyaku gundan-hen 43 "Kakusei") - 45. L'armata ribelle delle tenebre - 44 Commozione (闇の反逆軍団編(44)「感泣」?, Yami no hangyaku gundan-hen 44 "Kankyū") - 46. L'armata ribelle delle tenebre - 45 Trionfo (闇の反逆軍団編(45)「凱旋」?, Yami no hangyaku gundan-hen 45 "Gaisen") - 47. L'armata ribelle delle tenebre - 46 Mazza (闇の反逆軍団編(46)「鎚鉾」?, Yami no hangyaku gundan-hen 46 "Tsuchihoko") - 48. L'armata ribelle delle tenebre - 47 Collaborazione (闇の反逆軍団編(47)「協力」?, Yami no hangyaku gundan-hen 47 "Kyōryoku") |                        |                   |
| 6  | 8 settembre 1989 | ISBN 4-08-871068-1     | agosto 1998       |
| 6  | Capitoli - 49. L'armata ribelle delle tenebre - 48 L'incantesimo proibito (闇の反逆軍団編(48)「禁呪」?, Yami no hangyaku gundan-hen 48 "Gonju") - 50. L'armata ribelle delle tenebre - 49 Oscurità (闇の反逆軍団編(49)「暗黒」?, Yami no hangyaku gundan-hen 49 "Ankoku") - 51. L'armata ribelle delle tenebre - 50 Sortita (闇の反逆軍団編(50)「出撃」?, Yami no hangyaku gundan-hen 50 "Shutsugeki") - 52. L'armata ribelle delle tenebre - 51 Anello (闇の反逆軍団編(51)「指輪」?, Yami no hangyaku gundan-hen 51 "Yubiwa") - 53. L'armata ribelle delle tenebre - 52 Assorbimento (闇の反逆軍団編(52)「吸収」?, Yami no hangyaku gundan-hen 52 "Kyūshū") - 54. L'armata ribelle delle tenebre - 53 Battaglia cruenta (闇の反逆軍団編(53)「奮戦」?, Yami no hangyaku gundan-hen 53 "Funsen") - 55. L'armata ribelle delle tenebre - 54 Spada malefica (闇の反逆軍団編(54)「妖刀」?, Yami no hangyaku gundan-hen 54 "Yōtō") - 56. L'armata ribelle delle tenebre - 55 Tecnica segreta (闇の反逆軍団編(55)「秘剣」?, Yami no hangyaku gundan-hen 55 "Hi ken") - 57. L'armata ribelle delle tenebre - 56 Partenza (闇の反逆軍団編(56)「始動」?, Yami no hangyaku gundan-hen 56 "Shidō") |                        |                   |
| 7  | 10 novembre 1989 | ISBN 4-08-871069-X     | settembre 1998    |
| 7  | Capitoli - 58. L'armata ribelle delle tenebre - 57 Imperatrice del fulmine (闇の反逆軍団編(57)「雷帝」?, Yami no hangyaku gundan-hen 57 "Rai tei") - 59. L'armata ribelle delle tenebre - 58 Tornado (闇の反逆軍団編(58)「竜巻」?, Yami no hangyaku gundan-hen 58 "Tatsumaki") - 60. L'armata ribelle delle tenebre - 59 Trasformazione (闇の反逆軍団編(59)「変化」?, Yami no hangyaku gundan-hen 59 "Henka") - 61. L'armata ribelle delle tenebre - 60 Atrocità (闇の反逆軍団編(60)「暴虐」?, Yami no hangyaku gundan-hen 60 "Bōgyaku") - 62. L'armata ribelle delle tenebre - 61 Disumanità (闇の反逆軍団編(61)「外道」?, Yami no hangyaku gundan-hen 61 "Gedō") - 63. L'armata ribelle delle tenebre - 62 Sconfitta (闇の反逆軍団編(62)「敗北」?, Yami no hangyaku gundan-hen 62 "Haiboku") - 64. L'armata ribelle delle tenebre - 63 Battaglia violenta (闇の反逆軍団編(63)「激闘」?, Yami no hangyaku gundan-hen 63 "Gekitō") - 65. L'armata ribelle delle tenebre - 64 Seguito (闇の反逆軍団編(64)「承前」?, Yami no hangyaku gundan-hen 64 "Shōzen") - 66. L'armata ribelle delle tenebre - 65 Effetto (闇の反逆軍団編(65)「効果」?, Yami no hangyaku gundan-hen 65 "Kōka") |                        |                   |
| 8  | 8 giugno 1990 | ISBN 4-08-871070-3     | ottobre 1998      |
| 8  | Capitoli - 67. L'armata ribelle delle tenebre - 66 Apertura (闇の反逆軍団編(66)「間隙」?, Yami no hangyaku gundan-hen 66 "Kangeki") - 68. L'armata ribelle delle tenebre - 67 Risultato (闇の反逆軍団編(67)「結章」?, Yami no hangyaku gundan-hen 67 "Kessyo") - 69. L'armata ribelle delle tenebre - 68 Estinzione (闇の反逆軍団編(68)「消滅」?, Yami no hangyaku gundan-hen 68 "Shōmetsu") - 70. L'armata ribelle delle tenebre - 69 Finale (闇の反逆軍団編(69)「終焉」?, Yami no hangyaku gundan-hen 69 "Shūen") - 71. Intermission Leggenda (INTERMISSION「伝説」?, INTERMISSION "Densetsu") - 72. Requiem dell'inferno - 01 Rivolta (地獄の鎮魂歌編①「叛旗」?, Jigoku no chinkonka-hen 1 "Hanki") - 73. Requiem dell'inferno - 02 Trasformazione (地獄の鎮魂歌編②「変貌」?, Jigoku no chinkonka-hen 2 "Henbō") - 74. Requiem dell'inferno - 03 Destino (地獄の鎮魂歌編③「運命」?, Jigoku no chinkonka-hen 3 "Unmei") |                        |                   |
| 9  | 9 novembre 1990 | ISBN 4-08-871831-3     | novembre 1998     |
| 9  | Capitoli - 75. Requiem dell'inferno - 04 Tempesta di Primavera (地獄の鎮魂歌編④「青嵐」?, Jigoku no chinkonka-hen 4 "Seiran") - 76. Requiem dell'inferno - 05 Alba (地獄の鎮魂歌編⑤「黎明」?, Jigoku no chinkonka-hen 5 "Reimei") |                        |                   |
| 10 | 10 luglio 1991 | ISBN 4-08-871832-1     | dicembre 1998     |
| 10 | Capitoli - 77. Requiem dell'inferno - 06 Ghiaccio e neve (地獄の鎮魂歌編⑥「氷雪」?, Jigoku no chinkonka-hen 6 "Hyōsetsu") - 78. Requiem dell'inferno - 07 Terra proibita (地獄の鎮魂歌編⑦「魔境」?, Jigoku no chinkonka-hen 7 "Makyō") |                        |                   |
| 11 | 10 febbraio 1992 | ISBN 4-08-871833-X     | gennaio 1999      |
| 11 | Capitoli - 79. Le tavole speciali Tuono lontano (特別描き下ろし「遠雷」?, Tokubetsu kaki oroshi "Enrai") - 80. Requiem dell'inferno - 08 Guerra sacra I (地獄の鎮魂歌編⑧「聖戦Ⅰ」?, Jigoku no chinkonka-hen 8 "Seisen Ⅰ") - 81. Requiem dell'inferno - 09 Guerra sacra II (地獄の鎮魂歌編⑨「聖戦Ⅱ」?, Jigoku no chinkonka-hen 9 "Seisen Ⅱ") |                        |                   |
| 12 | 3 luglio 1992 | ISBN 4-08-871834-8     | 10 febbraio 1999  |
| 12 | Capitoli - 82. Requiem dell'inferno - 10 Guerra sacra III (地獄の鎮魂歌編⑩「聖戦Ⅲ」?, Jigoku no chinkonka-hen 10 "Seisen Ⅲ") - 83. Requiem dell'inferno - 11 Guerra sacra IV (地獄の鎮魂歌編⑪「聖戦Ⅳ」?, Jigoku no chinkonka-hen 11 "Seisen Ⅳ") - 84. Requiem dell'inferno - 12 Adunata (地獄の鎮魂歌編⑫「集結」?, Jigoku no chinkonka-hen 12 "Shūketsu") |                        |                   |
| 13 | 4 marzo 1993 | ISBN 4-08-871835-6     | marzo 1999        |
| 13 | Capitoli - 85. Il peccato e la punizione - Corteo funebre I (罪と罰編「葬列Ⅰ」?, Tsumitobachi-hen "Sōretsu I") - 86. Il peccato e la punizione - Corteo funebre II (罪と罰編「葬列Ⅱ」?, Tsumitobachi-hen "Sōretsu II") |                        |                   |
| 14 | 4 ottobre 1993 | ISBN 4-08-871836-4     | 8 aprile 1999     |
| 14 | Capitoli - 87. Il peccato e la punizione - Nascita - in the beginning (罪と罰編「誕生」IN THE BEGINNING?, Tsumi to bachi-hen "Tanjō" IN THE BEGINNING) - 88. Il peccato e la punizione - Battaglia finale (罪と罰編「決戦」?, Tsumitobachi-hen "Kessen") - 89. Il peccato e la punizione - Avvento I (罪と罰編「降臨Ⅰ」Tsumi to bachi-hen "Kōrin I"?) - 90. Il peccato e la punizione - Avvento II (罪と罰編「降臨Ⅱ」?, Tsumi to bachi-hen "Kōrin II") |                        |                   |
| 15 | 3 giugno 1994 | ISBN 4-08-871837-2     | 13 maggio 1999    |
| 15 | Capitoli - 91. Il peccato e la punizione - Avvento III (罪と罰編「降臨Ⅲ」?, Tsumi to bachi-hen "Kōrin III") - 92. Il peccato e la punizione - Angelo decaduto I (罪と罰編「堕天使Ⅰ」?, Tsumi to bachi-hen "Daten-shi I") - 93. Il peccato e la punizione - Angelo decaduto II (罪と罰編「堕天使Ⅱ」?, Tsumi to bachi-hen "Daten-shi II") |                        |                   |
| 16 | 3 marzo 1995 | ISBN 4-08-871838-0     | 10 giugno 1999    |
| 16 | Capitoli - 94. Il peccato e la punizione - Limite I (罪と罰編「極限Ⅰ」?, Tsumi to bachi-hen "Kyokugen I") - 95. Il peccato e la punizione - Limite II (罪と罰編「極限Ⅱ」?, Tsumi to bachi-hen "Kyokugen II") |                        |                   |
| 17 | 10 maggio 1996 | ISBN 4-08-872241-8     | 8 luglio 1999     |
| 17 | Capitoli - 96. Il peccato e la punizione - Ruggito (罪と罰編「號叫」?, Tsumi to bachi-hen - "Kosakebi") - 97. Il peccato e la punizione - Condanna (罪と罰編「断罪」?, Tsumi to bachi-hen "Danzai") - 98. Il peccato e la punizione - Canto sacro (罪と罰編「聖歌」?, Tsumi to bachi-hen "Seika") - 99. Il peccato e la punizione - Abisso (罪と罰編「奈落」?, Tsumi to bachi-hen "Naraku") |                        |                   |
| 18 | 1º novembre 1996 | ISBN 4-08-872242-6     | 5 agosto 1999     |
| 18 | Capitoli - 100. Il peccato e la punizione - Abisso II (罪と罰編「奈落Ⅱ」?, Tsumi to bachi-hen "Naraku II") - 101. Il peccato e la punizione - Inferno (罪と罰編「地獄」?, Tsumi to bachi-hen "Jigoku") - 102. Il peccato e la punizione - Brano frammentario (罪と罰編「断章」?, Tsumi to bachi-hen "Danshō") |                        |                   |
| 19 | 4 marzo 1998 | ISBN 4-08-872243-4     | 9 settembre 1999  |
| 19 | Capitoli - 103. Norma corrotta I (背徳の掟編ⅠDEFENDER OF THE FAITH?, Haitoku no okite-hen I DEFENDER OF THE FAITH) - 104. Norma corrotta II (背徳の掟編Ⅱ?, Haitoku no okite-hen II) - 105. Norma corrotta III (背徳の掟編Ⅲ?, Haitoku no okite-hen III) - 106. Norma corrotta IV (背徳の掟編Ⅳ?, Haitoku no okite-hen IV) - 107. Norma corrotta V (背徳の掟編Ⅴ?, Haitoku no okite-hen V) - 108. Vittima Capitolo 0 (贄編第0話VICTIM OF CHANGES?, Niehen dai 0 wa VICTIM OF CHANGES ) |                        |                   |
| 20 | 3 dicembre 1998 | ISBN 4-08-872651-0     | 14 ottobre 1999   |
| 20 | Capitoli - 109. Norma corrotta VI (背徳の掟編Ⅵ?, Haitoku no okite-hen VI) - 110. Norma corrotta VII (背徳の掟編Ⅶ?, Haitoku no okite-hen VII) - 111. Norma corrotta VIII (背徳の掟編Ⅷ?, Haitoku no okite-hen VIII) - 112. Norma corrotta IX (背徳の掟編Ⅸ?, Haitoku no okite-hen IX) - 113. Norma corrotta X (背徳の掟編Ⅹ?, Haitoku no okite-hen X) - 114. Norma corrotta XI (背徳の掟編??, Haitoku no okite-hen?) - 115. Norma corrotta XII (背徳の掟編??, Haitoku no okite-hen?) |                        |                   |
| 21 | 3 settembre 1999 | ISBN 4-08-872759-2     | 13 gennaio 2000   |
| 21 | Capitoli - 116. Norma corrotta XIII (背徳の掟編XIII?, Haitoku no okite-hen XIII) - 117. Norma corrotta XIV (背徳の掟編XIV?, Haitoku no okite-hen XIV) - 118. Norma corrotta XV (背徳の掟編XV?, Haitoku no okite-hen XV) - 119. Norma corrotta XVI (背徳の掟編XVI?, Haitoku no okite-hen XVI) - 120. Norma corrotta XVII (背徳の掟編XVII?, Haitoku no okite-hen XVII) - 121. Norma corrotta XVIII (背徳の掟編XVIII?, Haitoku no okite-hen XVIII) |                        |                   |
| 22 | 4 giugno 2001 | ISBN 4-08-873131-X     | 2 novembre 2001   |
| 22 | Capitoli - 122. Norma corrotta XIX (背徳の掟編XIX?, Haitoku no okite-hen XIX) - 123. Norma corrotta XX (背徳の掟編XX?, Haitoku no okite-hen XX) - 124. Norma corrotta XXI (背徳の掟編XXI?, Haitoku no okite-hen XXI) - 125. Norma corrotta XXII (背徳の掟編XXII?, Haitoku no okite-hen XXII) - 126. Norma corrotta XXIII (背徳の掟編XXIII?, Haitoku no okite-hen XXIII) - 127. Norma corrotta XXIV (背徳の掟編XXIV?, Haitoku no okite-hen XXIV) - Racconto fuori serie: Leggera febbre per un rossetto (読切作品 微熱口紅?, Yomikiri sakuhin binetsu kuchibeni) |                        |                   |
| 23 | 30 aprile 2004 | ISBN 4-08-873563-3     | 10 febbraio 2005  |
| 23 | Capitoli - 128. Norma corrotta XXV (背徳の掟編XXV?, Haitoku no okite-hen XXV) - 129. Norma corrotta XXVI (背徳の掟編XXVI?, Haitoku no okite-hen XXVI) |                        |                   |
| 24 | 4 luglio 2006 | ISBN 4-08-873877-2     | 15 marzo 2007     |
| 24 | Capitoli - 130. Norma corrotta: Capitolo finale I (背徳の掟編 最終節Ⅰ?, Haitoku no okite-hen saishū-bushi I) - 131. Norma corrotta: Capitolo finale II (背徳の掟編 最終節Ⅱ?, Haitoku no okite-hen saishū-bushi II) - 132. Norma corrotta: Capitolo finale III (背徳の掟編 最終節Ⅲ?, Haitoku no okite-hen saishū-bushi III) - 133. Norma corrotta: Capitolo finale IV (背徳の掟編 最終節Ⅳ?, Haitoku no okite-hen saishū-bushi IV) |                        |                   |
| 25 | 4 aprile 2008 | ISBN 978-4-08-874492-6 | 31 gennaio 2009   |
| 25 | Capitoli - 134. Norma corrotta: Capitolo finale V (背徳の掟編 最終節Ⅴ?, Haitoku no okite-hen saishū-bushi V) - 135. Norma corrotta: Capitolo finale VI (背徳の掟編 最終節Ⅵ?, Haitoku no okite-hen saishū-bushi VI) |                        |                   |
| 26 | 4 giugno 2009 | ISBN 978-4-08-874672-2 | 17 gennaio 2010   |
| 26 | Capitoli - 136. Norma corrotta: Capitolo finale VII (背徳の掟編 最終節Ⅶ?, Haitoku no okite-hen saishū-bushi VII) - 137. Norma corrotta: Capitolo finale VIII (背徳の掟編 最終節Ⅷ?, Haitoku no okite-hen saishū-bushi VIII) - Racconto fuori serie: Virgin Tyrant (特別読切 VIRGIN TYRANT?, Tokubetsu yomikiri VIRGIN TYRANT) |                        |                   |
| 27 | 19 marzo 2012 | ISBN 978-4-08-870171-4 | 22 settembre 2012 |
| 27 | Capitoli - 138. Il Sigillo della magia I (魔力の刻印篇Ⅰ?, Maryoku no kokuin-hen I) - 139. Il Sigillo della magia II (魔力の刻印篇Ⅱ?, Maryoku no kokuin-hen II) - 140. Il Sigillo della magia III (魔力の刻印篇Ⅲ?, Maryoku no kokuin-hen III) - 141. Il Sigillo della magia IV (魔力の刻印篇Ⅳ?, Maryoku no kokuin-hen IV) - 142. Il Sigillo della magia V (魔力の刻印篇Ⅴ?, Maryoku no kokuin-hen V) |                        |                   |

### Anime

#### Serie 1992
La Shūeisha ha prodotto una serie di sei OAV basati sul manga, della durata di 30 minuti ognuno e distribuiti dal 25 agosto 1992 al 25 giugno 1993. La miniserie copre la storia della battaglia dei Quattro Cavalieri del Caos contro Abigail, corrispondente ai volumi 6 e 7 del manga.
In Italia è stata pubblicata da Yamato Video su videocassetta nel 1998. Il doppiaggio italiano è stato svolto presso lo studio DEA Digital Editing Audio con la traduzione di Amanda Ronzoni, l'adattamento testi di Fiamma Molinari e la direzione del doppiaggio di Raffaele Farina.
| Nº | Titolo italiano Giapponese 「Kanji」 - Rōmaji                                           | Prima edizione   | Prima edizione |
| Nº | Titolo italiano Giapponese 「Kanji」 - Rōmaji                                           | Giapponese       | Italiano       |
| 1  | Lo stregone delle fiamme 「爆炎の魔術師」 - Bakuen no majutsu-shi                       | 25 agosto 1992   | 1998           |
| 2  | Efreet, il genio elementale 「火炎魔神イーフリート」 - Kaen majin Ifurīto               | 25 ottobre 1992  | 1998           |
| 3  | Maestro ninja Gara 「ニンジャマスター・ガラ」 - Ninja Masutā Gara                       | 10 dicembre 1992 | 1998           |
| 4  | Di-Amon, il re della notte 「不死王 ダイ・アモン」 - Fushi-ō Dai-Amon                   | 25 febbraio 1993 | 1998           |
| 5  | Arshes Nei, la signora del tuono 「雷帝アーシェス・ネイ」 - Rai tei Āshesu Nei          | 25 aprile 1993   | 1998           |
| 6  | Il ritorno di Dark Schneider 「復活のダーク・シュナイダー」 - Fukkatsu no Dāku Shunaidā | 25 giugno 1993   | 1998           |

#### Serie 2022
Un adattamento ONA prodotto da Liden Films è stato annunciato il 3 febbraio 2022, col titolo Bastard!! - L'oscuro dio distruttore (バスタード!! 暗黒の破壊神?, Basutādo!! Ankoku no hakaishin). La serie ONA, composta da 24 episodi, è diretta da Takaharu Ozaki, con la sceneggiatura scritta da Yōsuke Kuroda, il character design di Sayaka Ono e la musica composta da Yasuharu Takanashi. I primi 13 episodi sono stati pubblicati in tutto il mondo su Netflix il 30 giugno 2022, mentre i restanti 11 sono usciti il 15 settembre dello stesso anno. Il gruppo Coldrain esegue la sigla d'apertura, Bloody Power Fame, mentre Tielle quella di chiusura, Blessless. La serie è stata distribuita anche in Italia in versione doppiata sempre su Netflix.
Una seconda stagione è stata annunciata il 9 gennaio 2023 ed è prevista per lo stesso anno. La seconda stagione, intitolata Bastard!! - L'oscuro dio distruttore - Requiem dell'inferno (バスタード!!暗黒の破壊神－地獄の鎮魂歌編?, Basutādo!! Ankoku no hakaishin - Jigoku no chinkonka-hen), è composta da 15 episodi è stata pubblicata su Netflix il 31 luglio 2023. La sigla di apertura è dei Coldrain che eseguono New Dawn mentre per quella di chiusura Tielle con La Muse perdue.
| Nº                            | Titolo italiano Giapponese 「Kanji」 - Rōmaji | In onda           | In onda           |
| Nº                            | Titolo italiano Giapponese 「Kanji」 - Rōmaji | Giapponese        | Italiano          |
| Prima parte (13 episodi)      | |                   |                   |
| 1                             | L'arrivo 「登場」 - Tōjō | 30 giugno 2022    | 30 giugno 2022    |
| 1                             | All'alba del XXI secolo, l'umanità venne portata pressoché all'estinzione a causa dello scontro apocalittico tra due entità soprannaturali: una incarnazione del male insito nell'animo umano e dell'oscurità, l'altra apparentemente generatasi come suo contraltare, incarnazione del bene e portatrice di luce. Quattrocento anni dopo, l'umanità superstite è regredita a una sorta di nuovo Medioevo dove non esiste la tecnologia, mentre sono diffuse svariate tecniche di magia e stregoneria. Questo nuovo mondo è diviso in quattro regni principali: quando uno di questi, Meta-Likana, viene assalito da uno stregone di nome Osborn – a capo di un battaglione facente parte dell'Armata Ribelle delle Tenebre – Tiara Nort Yoko, figlia del Gran Sacerdote di Meta-Likana, decide di chiedere aiuto a Dark Schneider, lo stregone più potente al mondo, che quindici anni prima aveva guidato il suo esercito demoniaco alla conquista del mondo; Dark Schneider era però stato sconfitto e la sua anima sigillata nel corpo di Rusie Renren, fratello adottivo di Yoko, e la giovane è consapevole del fatto che per rimuovere i sigilli che lo imprigionano è necessario il bacio di una vergine. Proprio quando Osborn e il suo esercito stanno per sterminare la principessa Sheila e i pochi cavalieri sopravvissuti, Yoko bacia Rusie, che è svenuto a causa di una ferita alla testa riportata, e risveglia il leggendario Dark Schneider. Questi si mostra immediatamente come un uomo dalla bellezza straordinaria, ma terribilmente arrogante e capriccioso, che spazza via facilmente Osborn e i suoi uomini più per soddisfare il proprio ego che per salvare gli abitanti di Meta-Likana. Tuttavia, in segno di riconoscenza per averlo liberato dalla prigionia, decide di risparmiare questi ultimi. In seguito, lo stregone lascia la capitale ma viene seguito da Tiara, che rivuole indietro il suo fratellastro; Dark Schneider che è noto, oltre che per i suoi poteri, per essere un uomo dagli sfrenati appetiti sessuali, interrompe la ragazza baciandola ma, inaspettatamente, questo comporta il suo venire nuovamente imprigionato nel corpo di Rusie, che riprende conoscenza senza ricordare nulla di quanto accaduto. Yoko capisce così che il bacio di una vergine ha il duplice potere di liberare e imprigionare l'anima dello stregone. Intanto, nel regno confinante, i generali dell'Armata Ribelle delle Tenebre, noti come i Quattro Re Celesti, apprendono della sconfitta di Osborn, loro sottoposto, e sospettano che dietro a tutto ci sia il ritorno di Dark Schneider. |                   |                   |
| 2                             | Fuori controllo 「暴走」 - Bōsō | 30 giugno 2022    | 30 giugno 2022    |
| 2                             | I Quattro Re Celesti decidono di mandare a Meta-Likana un loro emissario, uno stregone in grado di evocare un'idra, per verificare se Dark Schneider sia realmente risorto. Si scopre che i quattro, quindici anni prima, erano i più fidati luogotenenti dello stregone ma che, dopo la sua sconfitta, il loro obiettivo divenne quello di riportare in vita Anslasax, il demone che quattrocento anni prima distrusse quasi completamente la razza umana. Il loro inviato e la sua idra seminano distruzione nella capitale di Meta-Likana, a tal punto che i chierici di corte inplorano Yoko di risvegliare Dark Schneider un'altra volta, pur sapendo quanto questo possa essere pericoloso. Nonostante l'imbarazzo e l'umiliazione, la ragazza è costretta a baciare una seconda volta il fratellastro e a liberare di nuovo il potente stregone. Questi utilizza la tecnica di fuoco Venom e risveglia un golem imprigionato nelle viscere della fortezza per sconfiggere l'idra e il suo evocatore, salvando nuovamente il regno sempre proprio malgrado. Appresa la notizia, i Quattro Re Celesti si arrendono all'evidenza che il loro antico signore sia tornato, ma non riescono a spiegarsi come mai abbia salvato per ben due volte il regno di Meta-Likana. Uno di loro, il ninja Gara, decide di recarsi sul posto per scoprilo di persona. Nel frattempo, Dark Schneider rivela a Yoko che, essendo rimasto imprigionato nel corpo di Rusie per quindici anni, la sua identità si è irrimediabilmente fusa con quella del ragazzino, attraverso i suoi ricordi e i suoi sentimenti; contro la propria volontà, lo stregone è quindi portato ad amare, a modo suo, le persone amate da Rusie, in primo luogo Yoko. |                   |                   |
| 3                             | Rapimento 「誘拐」 - Yūkai | 30 giugno 2022    | 30 giugno 2022    |
| 3                             | Gara si introduce nottetempo nell'abitazione di Yoko e Rusie per rapire la ragazza e apprendere da lei il segreto del ritorno di Dark Schneider. Per la prima volta, lo stregone riesce a prendere il controllo di Rusie, che sta dormendo, senza bisogno del bacio di Yoko, e riconosce il suo vecchio amico e sottoposto. In questa veste Dark Schneider non può però contare appieno sui propri poteri, in quanto la sua trasformazione è avvenuta solamente "a metà", e non riesce a impedire a Gara di rapire Yoko. Insieme al suo esercito di ninja, l'uomo porta la giovane nella propria fortezza, con l'intenzione di forzarla a rivelargli la verità sul ritorno di Dark Schneider. A Meta-Likana, i chierici e il Gran Sacerdote sono costretti a chiedere alla principessa Sheila, che è vergine, di baciare Rusie per evocare ancora una volta Dark Schneider. Nonostante il parere contrario del re, Sheila – che nel frattempo si è invaghita dello stregone – accetta e riesce effettivamente nel suo intento baciando Rusie. |                   |                   |
| 4                             | Invasione 「突入」 - Totsunyū | 30 giugno 2022    | 30 giugno 2022    |
| 4                             | Dark Schneider accetta di guidare un manipolo di soldati più la principessa Sheila per liberare Yoko. Questa, imprigionata nella fortezza di Gara, viene ricattata e umiliata dal generale che, tramite lo slime prodotto dal suo draghetto da compagnia Lars, fa in modo che i suoi vestiti vengano corrosi fino a lasciarla seminuda davanti a tutti. Nonostante questo, la ragazza rifiuta di rivelargli il segreto sul ritorno di Dark Schneider. Nel frattempo, questi ha fatto irruzione nel primo livello della fortezza (che si sviluppa come una torre a più piani) e affida ai cavalieri il compito di affrontare il minotauro di guardia; lui e Sheila intanto passano al secondo livello dove la principessa risveglia accidentalmente un demone di fuoco fino a quel momento rimasto soggiogato all'interno di una spada magica. Ai piani superiori, Gara è convinto che questo sarà sufficiente a fermarlo, dal momento che lo stregone utilizza principalmente incantesimi di fuoco o d'aria che risulterebbero inefficaci su un demone del genere; lo stregone viene effettivamente messo in grave difficoltà e sembra essere solamente in grado di difendere sé stesso e la principessa tramite un incantesimo di scudo. |                   |                   |
| 5                             | La resa dei conti 「決着」 - Ketchaku | 30 giugno 2022    | 30 giugno 2022    |
| 5                             | Anche se indebolito dal fatto di aver già fatto uso di numerosi incantesimi, oltre ad essere stato accidentalmente colpito al costato dalla spada magica brandita da Sheila, che era avvelenata, Dark Schneider decide di rischiare il tutto per tutto uscendo allo scoperto e usando la tecnica del demone di fuoco come base per lanciare e potenziare il proprio incantesimo Elios, con cui riesce a sconfiggere l'avversario il quale torna a essere sigillato all'interno della spada. Gara, incredulo per quanto accaduto, decide di affrontarlo personalmente approfittando della sua stanchezza e del fatto che non dovrebbe essergli rimasta forza a sufficienza per utilizzare altri incantesimi. Con sé, il generale porta anche Tiara, con lo scopo di far infuriare Dark Schneider – che è ossessionato dalle fanciulle vergini – sostenendo di aver consumato un rapporto sessuale con lei. Ne nasce uno scontro spietato in cui entrambi perdono un braccio: Gara riesce a mutilare l'avversario un attimo prima che questi scagli il suo Venom, che risulta depotenziato rispetto al normale e si limita a incenerire il braccio destro di Gara. A seguito dello scontro, parte della fortezza crolla ma Dark Schneider, influenzato dai sentimenti di Rusie, applica degli incantesimi difensivi per proteggere sia Tiara e Sheila che il suo vecchio amico Gara. Questi, stupefatto, comprende che per qualche motivo il suo antico comandante, pur mantenendo molti aspetti della sua personalità, è in parte cambiato rispetto al passato. |                   |                   |
| 6                             | Destino 「因縁」 - In'nen | 30 giugno 2022    | 30 giugno 2022    |
| 6                             | Kall-Su, il più potente tra i Re Celesti, appreso del fallimento di Gara, comanda ad Arshes Nei, impegnata nell'assediare la capitale di Meta-Likana, di distruggere Dark Schneider in quanto ormai è chiaro che lo stregone si configuri come loro nemico. Arshes è un'Elfa Silvana che da piccola fu ripudiata dal suo popolo; in seguito incontrò Dark Schneider, divenendone la "figlia adottiva" e, successivamente, l'amante. L'elfa nutre ora un odio feroce verso lo stregone perché, invece di rimanerle fedele, all'apice del suo potere egli si costruì un harem ed ebbe relazioni con decine di donne. Dopo un tentativo, fallito, dello stregone di piegarla alla sua volontà tramite un sogno erotico, Arshes invia Ari, una dei suoi tre generali di fiducia, a tendere una trappola a Dark Schneider. Questi, che dopo aver sconfitto Gara si è messo in viaggio insieme al draghetto Lars, incontra in una foresta una ragazza minacciata da un ragno gigante generato da una tecnica di magia talismanica e la salva uccidendo senza sforzo il mostro. La fanciulla lo conduce dunque al proprio palazzo, dove per ringraziarlo prima imbastisce una tavolata in suo onore, poi nella notte si presenta in camera sua per avere un rapporto sessuale con lui. Dark Scheider, nell'atto di svestirla, vede che sul petto la giovane ha dei segni che fanno pensare all'aver indossato a lungo un'armatura e capisce l'inganno: la ragazza è in realtà Ari, mandata da Arshes per ucciderlo. Solo grazie a un incantesimo di illusione lo stregone riesce a evitare di essere divorato da un secondo ragno evocato dalla sua magia e a distruggerlo. A questo punto, la giovane cede al fascino dello stregone e i due finiscono a letto insieme. La mattina dopo, allontanandosi, Dark Schneider ripensa ironicamente alla notte appena trascorsa. |                   |                   |
| 7                             | La bestia demoniaca 「魔獣」 - Majū | 30 giugno 2022    | 30 giugno 2022    |
| 7                             | Dopo il fallimento di Ari, Arshen manda il suo secondo generale Kai a combattere contro Dark Schneider. Kai è in realtà una donna nelle vesti di un uomo e si infuria quando scopre la verità sulla sconfitta di Ari. Così, utilizza una tecnica magica per trasformare l'avversario in pietra e, avendolo immobilizzato, si accinge a scagliare contro di lui un incantesimo di fuoco per ucciderlo. In sua difesa interviene a sorpresa proprio Ari, innamoratasi di lui, che lo protegge con la sua magia talismanica. Una volta appreso il nome della divinita antica cui Kai fa affidamento, Dark Schneider si libera facilmente dall'incantesimo. Tuttavia, grazie a un cristallo magico, Kai evoca una coccatrice (creatura simile a un gigantesco basilisco), ma Dark Scheider approfitta dell'improvviso cambio della direzione del vento per sottrarsi al suo attacco pietrificante; in più, distrugge il cristallo di Kai e la guerriera perde il controllo sulla creatura, che viene facilmente distrutta. Sconfitta, Kai avverte Dark Schneider che il terzo generale di Arshen, il conte Amon, è di gran lunga il più pericoloso tra loro, disponendo di un corpo invulnerabile e di abilità vampiriche. Lo stregone lascia Ari a occuparsi delle sue ferite e parte con Lars per affrontare Amon. All'improvviso, però, l'identità di Rusie prende il sopravvento su di lui e il suo corpo torna ad essere quello di un bambino. A Meta-Likana, intanto, le forze di Arshen stanno per conquistare il palazzo reale quando sul campo di battaglia fa la sua comparsa Gara con il suo esercito di ninja, passato dalla parte di Dark Schneider. |                   |                   |
| 8                             | L'antenato 「真祖」 - Shinsō | 30 giugno 2022    | 30 giugno 2022    |
| 8                             | Tiara e un manipolo di soldati sono stati inviati a cercare Dark Schneider dopo che questi è scomparso dalla fortezza di Gara; Rusie, che non ricorda niente e ancora non sa di essere il "contenitore" dell'anima dello stregone, s'imbatte nella sorellastra mentre questa sta facendo il bagno presso una cascata. Il gruppo si accampa per la notte, quando viene attaccato da un servo di Amon che può trasformarsi in un licantropo. Quando questi sta per colpire Yoko, Dark Schneider prende nuovamente il possesso del corpo di Rusie e, benché i suoi poteri risultino limitati da quella condizione, riesce a sottomettere l'avversario tramite una versione depotenziata dell'incantesimo Venom. Subito dopo, tuttavia, Rusie si sveglia nuovamente. Sul luogo sopraggiunge Amon in persona, che comprende che Dark Schneider in quelle condizioni è inoffensivo; quando il vampiro scopre che il draghetto si chiama "Lars", rimane stupito e spiega che si tratta dello stesso nome dell'uomo che quindici anni prima sconfisse Dark Schneider a costo della vita, Lars Ulu, il quale veniva paragonato proprio alla figura di un drago. Amon ordina quindi ai suoi uomini di portare gli ostaggi al suo palazzo: il suo piano è in realtà diventare sempre più potente bevendo sangue di vergine – motivo per cui ha fatto catturare anche Ari e Kai – per poi ribellarsi ad Arshes e prendere il suo posto. Rusie assiste impotente a ciò che sta succedendo, mentre Yoko si ritrova a sperare che Dark Schneider si risvegli per salvarli. |                   |                   |
| 9                             | L'incantesimo 「青爪」 - Ao tsume | 30 giugno 2022    | 30 giugno 2022    |
| 9                             | Dopo un momento di caos, in cui le identità di Rusie e Dark Schneider si alternano senza che nessuna delle due riesca a prevalere, lo stregone riesce a imporsi e distrugge la gabbia in cui era tenuto prigioniero. Ricorre immediatamente a un incantesimo di fulmini con il quale danneggia il sistema nervoso di Amon, che infatti poco dopo manca il bersaglio con un attacco laser, colpendo un suo servo invece dell'avversario. Infuriato, il conte comincia a sparare raggi dagli occhi in tutte le direzioni, colpendo anche alcuni suoi soldati, ma Dark Schneider assorbe i suoi attacchi e volge un nuovo incantesimo di fulmini verso la parete alle spalle dell'avversario; questa, crollando, fa sì che Amon venga investito dalla luce del sole trasformandosi in cenere. Lo spirito del vampiro risorge però in un pipistrello, al che Dark Schneider decide di applicare su di lui l'incantesimo Accused, che vincola colui che ne è colpito a obbedire a chi lo ha lanciato, pena la trasformazione definitiva in un rospo. Gli altri Re Celesti vengono informati del tradimento di Gara e del fatto che i tre generali stregoni di Arshes sono stati sconfitti e sono passati dalla parte di Dark Schneider. Abigail sospetta dell'elfa e teme che anche lei possa tradirli: decide così di sottoporla a sua volta all'incantesimo Accused per evitare di correre rischi. |                   |                   |
| 10                            | Imperatrice del Fulmine 「雷神」 - Raijin | 30 giugno 2022    | 30 giugno 2022    |
| 10                            | Arshes accetta la sfida e si lascia vincolare dall'incantesimo Accused. In seguito, Abigail rivela a Kall-Su che l'unico modo per spezzare il sigillo è strappare il cuore dal petto di colui contro cui il sigillo agisce: nel caso di Arshen, dunque, Dark Schneider stesso. In questo modo Abigail è sicuro di essere padrone della situazione, in quanto anche se Arshen dovesse perdere o scegliesse di tradirli, verrebbe trasformata in rospo, mentre se Dark Schneider volesse sottrarla all'incantesimo sarebbe costretto a sacrificarsi. Nel mentre, i due Re Celesti intendono attaccare il terzo e il quarto regno per spezzare i sigilli di Anslasax. Arshen raggiunge Meta-Likana e ingaggia un feroce scontro con il suo ex alleato Gara. Entrambi gli spadaccini fanno affidamento su lame magiche ma, alla fine, quella della guerriera elfica si conferma più potente e Gara viene ferito gravemente al costato. Intanto, Dark Schneider si è congedato da Ari e Kai ed è ripartito insieme a Yoko alla volta della capitale, arrivando sul posto appena in tempo per salvare Gara dal colpo di grazia che gli avrebbe inferto Arshes. |                   |                   |
| 11                            | Profezia 「予言」 - Yogen | 30 giugno 2022    | 30 giugno 2022    |
| 11                            | Dark Schneider spiega di essere riuscito a distruggere il ponte che conduce all'ingresso principale della fortezza grazie a un nuovo incantesimo chiamato Halloween, che intende perfezionare. Invece di ingaggiare lo scontro con Arshes Nei, lo stregone cerca di sedurla dichiarando di non aver mai smesso di amarla e l'elfa è sul punto di cedere alle lusinghe del suo ex amante. Tuttavia, prima che ciò accada Arshes è bruscamente riportata alla realtà dal ricordo dell'incantesimo Accused che Abigail ha lanciato su di lei; si divincola così dalle braccia di Dark Schneider e fugge in groppa alla sua immensa aquila, giurando vendetta. Mentre comincia una tempesta, i soldati di Meta-Likana si godono la pausa dalle ostilità, mentre Tiara è sempre più gelosa e confusa nei confronti di Dark Schneider. Nella notte, suo padre Geo e la principessa Sheila si recano dalla veggente Baba, che si scopre essere l'antica mentore del padre di Tiara e colei che lo aiutò a sigillare Dark Schneider quindici anni prima. La strega rivela che il sigillo può essere aggirato se colui che ne è vittima apre il suo cuore al bene e all'amore, cosa che sta lentamente accadendo a Dark Schneider a causa dell'influenza dell'identità di Rusie. Inoltre, attraverso la sua sfera di cristallo, vede l'imminente ritorno di Arshes e la morte dello stregone. Sheila, che è ormai innamorata perdutamente di lui, si precipita nella sua stanza per implorarlo di non scontrarsi con la guerriera elfica, mentre Yoko ascolta di nascosto la conversazione tra i due. Dark Schneider nega di essere passato dalla parte di Meta-Likana, sostenendo che il suo obiettivo sia lo stesso di un tempo: conquistare il mondo eliminando chiunque intralci il suo cammino, inclusi quindi i Quattro Re Celesti. Proprio quando Sheila sta per concedersi allo stregone Yoko, presa dalla gelosia, irrompe nella stanza e Dark Schneider si rende conto, guardando fuori dalla finestra, che Arshes Nei è già lì e ha scatenato contro di loro una tempesta di fulmini. |                   |                   |
| 12                            | Vita o morte 「死生」 - Shisei | 30 giugno 2022    | 30 giugno 2022    |
| 12                            | Arshes lancia un incantesimo contro l'ala del castello in cui si trovano Dark Schneider, Sheila e Yoko, distruggendola. Queste ultime vengono protette da un incantesimo di scudo lanciato dallo stregone, che si appresta ad affrontare l'avversaria. Arshes, come prima mossa, evoca un portale oscuro che assorbe qualunque magia dell'avversario, rendendo così Dark Schneider impossibilitato a combattere. In suo aiuto appare però Efreet, il demone da lui sconfitto in precedenza, che dimora nella leggendaria spada del fuoco. I due stregoni si affrontano così in un duello all'arma bianca, ma Arshes è in vantaggio poiché oltre a essere una maga è soprattutto un'abilissima spadaccina; grazie a Efreet, però, Dark Schneider riesce a uccidere il grifone dell'avversaria e, alla fine, a sottrarle la spada che viene assorbita insieme a Efreet stesso nel portale da lei generato. Libero di usare nuovamente la sua magia, Dark Schneider lancia il potente Exodus contro Arshes e l'elfa fa altrettanto: i due incantesimi si scontrano e sembrano equivalersi, fino a quando lo stregone non è colto dai ricordi della vita passata insieme ad Arshes da quando era bambina; l'attimo di esitazione costa caro allo stregone, che viene travolto dall'incantesimo dell'avversaria. |                   |                   |
| 13                            | Esitazione 「同様」 - Dōyō | 30 giugno 2022    | 30 giugno 2022    |
| 13                            | Miracolosamente sopravvissuto all'attacco di Arshes, Dark Schneider non sembra intenzionato a cercare di uccidere l'avversaria; quando questa evoca degli spiriti del fulmine, lo stregone fa altrettanto con alcuni spiriti di fuoco, ma cerca di sottrarsi allo scontro diretto usandoli solo come arma di difesa. La determinazione di Arshes comincia a vacillare, in quanto l'elfa è inondata dai ricordi della vita trascorsa insieme a Dark Schneider, che la prese con sé dopo che la sua tribù l'aveva abbandonata in quanto mezzosangue. Questo dissidio interiore la porta a perdere il controllo sugli spiriti del fulmine che finiscono per colpire il luogo dove si trovano Yoko e Sheila, ferendo quest'ultima. Dark Schneider si infuria e si prepara a lanciare il suo Halloween contro Arshes, che nel frattempo si è resa conto che, se continua così, verrà sottoposta alle conseguenze dell'incantesimo di accusa. L'elfa sa che la sua magia è inferiore a quella dello stregone, ma decide comunque di usare Halloween a sua volta, confidando di venire uccisa dall'uomo che ama senza al contempo tradire gli altri Re Celesti e venire trasformata pe sempre in un rospo. L'incantesimo di Dark Schneider sta effettivamente per sopraffare l'avversaria, quando lo stregone ha all'improvviso una visione di Rusie Renren che gli esplicita la condizione di Arshes. Furioso con Abigail per aver maledetto la sua figlia adottiva, Dark Schneider trasferisce l'onda d'urto di Halloween in un'altra dimensione risparmiando l'avversaria. Poi, per impedire che Accused faccia il suo corso e salvare Arshes, si strappa il cuore dal petto come predetto da Baba. |                   |                   |
| Seconda parte (11 episodi)    | |                   |                   |
| 14                            | Fino alle lacrime 「感泣」 - Kankyū | 15 settembre 2022 | 15 settembre 2022 |
| 14                            | Dal suo quartier generale situato nel regno di Judas, Abigail assiste soddisfatto tramite la sua sfera di cristallo alla morte di Dark Schneider. Intanto, Kall-Su si reca nel regno di White Snake dove riesce ad assoggettare popolazione e territorio attraverso i suoi potenti incantesimi di neve e ghiaccio, mentre l'armata di zombie agli ordini di Abigail conquista il regno di Iron Maiden. I sigilli dei due regni vengono recuperati e i due Re Celesti si apprestano a riportare in vita Anslasax. A Meta-Likana, intanto, il re rivela a sua figlia Sheila che i sigilli sono entità spirituali racchiuse in degli oggetti e lascia intendere che l'ultimo di loro è custodito all'interno della collana che la giovane porta sempre con sé. Dark Schneider giace in una solenne camera funeraria mentre Gara e Arshes si apprestano a guidare la resistenza contro l'orda di Abigail, comandata dal demoniaco Lynch. Proprio mentre Anslasax comincia a risvegliarsi del suo sonno, il corpo di Dark Schneider viene avvolto da una luce accecante, trasformandosi in quello di Rusie e viceversa, prima che con sgomento di tutti i presenti il suo cuore cominci a rigenerarsi. Perché lo stregone torni in vita, però, è necessario ancora una volta l'intervento di Yoko che, dopo averlo schiaffeggiato disperata ricordandogli che Arshes e Gara sono in pericolo, assiste alla sua rinascita. Geo capisce dalla capacità di risorgere persino dalla morte che Dark Schneider è diventato ancora più potente rispetto a quindici anni prima. |                   |                   |
| 15                            | Ritorno trionfale 「凱旋」 - Gaisen | 15 settembre 2022 | 15 settembre 2022 |
| 15                            | Ancora ignari della resurrezione di Dark Schneider, Arshes e Gara affrontano Lynch, guerriero non-morto creato dal negromante Doshi, in possesso della corazza demoniaca, uno dei cosiddetti "tre tesori infernali". Quando i due realizzano che i loro attacchi non hanno effetto contro l'armatura dell'avversario sembra che siano spacciati, quando Dark Schneider accorre in loro aiuto, sconfiggendo facilmente Lynch. In seguito, i tre eroi fanno il loro ingresso trionfale nel castello. Mentre viene organizzato un banchetto per festeggiare la vittoria, Arshes e Dark Schneider si concedono una notte d'amore. In seguito, quest'ultimo si infiltra nella stanza di Yoko per restituirle la moneta da cento yen che questa gli aveva prestato prima dello scontro con l'Imperatrice del fulmine. Nel frattempo, Abigail viene messo al corrente della situazione e deduce che più Anslasax si avvicina al risveglio, più le creature legate all'oscurità acquisiscono potere, incluso Dark Schneider. Come mossa successiva, il negromante sguinzaglia contro Meta-Likana Vivian, un ciclope che brandisce il secondo tesoro infernale, la mazza demoniaca. Con lui è presente anche Doshi, sopravvissuto al precedente combattimento. Dark Schneider interviene insieme a Gara e Arshes e cava un occhio a quest'ultimo come punizione per aver cercato di accecare una bambina, dopodiché inizia a combattere contro Vivian. |                   |                   |
| 16                            | Il sortilegio 「禁呪」 - Kinju | 15 settembre 2022 | 15 settembre 2022 |
| 16                            | Dark Schneider danneggia seriamente il corpo del mostro, ma questi continua a rigenerarsi assumendo nuove forme e Doshi spiega che è grazie alle cellule di Anslasax presenti nel suo corpo. Vivian scatena un attacco con la mazza demoniaca attingendo all'energia della terra, ma Dark Schneider si solleva in volo e si libera di Doshi, mentre il corpo del ciclope comincia a rigettare le cellule di Anslasax. Grazie all'aiuto di Arshes e Gara, lo stregone recita la formula del devastante incantesimo Black Sabbath, che genera un buco nero in cui vengono catapultati sia Vivian che Doshi; quest'ultimo, prima di morire, intima a Dark Schneider che contro il prossimo mostro non avrà scampo. Abigail e Kall-Su discutono sul da farsi e il primo decide di evocare il più potente dei non-morti, liberandolo dal labirinto sotterraneo in cui è tenuto prigioniero. Intanto, la principessa Sheila propone a suo padre di distruggere l'ultimo sigillo, ma il re risponde che distruggerlo equivalerebbe a liberare definitivamente Anslasax. Il regno di Meta-Likana viene avvolto da una nube nera che precede l'arrivo del mostro risvegliato da Abigail, un non-morto che brandisce l'ultimo dei tesori infernali, l'anello demoniaco. |                   |                   |
| 17                            | L'anello 「指輪」 - Yubiwa | 15 settembre 2022 | 15 settembre 2022 |
| 17                            | Geo spiega a Yoko l'origine del Lich, l'essere che sta devastando la città: si tratta di un antico stregone umano che usò le arti oscure per trasformarsi in un guerriero non-morto. Rimase tuttavia sigillato in un labirinto sotterraneo fino al momento in cui, cinquant'anni prima, Dark Schneider lo liberò accidentalmente usando l'incantesimo Mega Death e ora è al servizio dell'Armata Ribelle delle Tenebre. Per contrastare l'avanzata della nube tossica, Dark Schneider erige un muro di fiamme intorno alla capitale. Arshes fa notare allo stregone che è sospetto che il Lich obbedisca ad Abigail, ma lui non dà peso alle sue parole. Dark Schneider e il non-morto ingaggiano un combattimento. Nel mentre, Arshes e Gara si rendono conto che il potere magico sia di Dark Schneider sia del Lich sta misteriosamente diminuendo. Grazie al potere dell'anello demoniaco, lo zombie evoca un portale dimensionale oscuro per attirare al suo interno l'avversario. Dark Schneider viene catapultato all'interno del buco nero e Arshes, che pure era stata trattenuta in tempo da Gara, si lascia risucchiare al suo interno per seguirlo. Intanto, Yoko viene attirata nel sotterraneo in cui sono stati rinchiusi gli altri due tesori infernali. |                   |                   |
| 18                            | I segreti della spada 「秘剣」 - Hiken | 15 settembre 2022 | 15 settembre 2022 |
| 18                            | Il varco dimensionale evocato dal Lich si richiude e Gara si ritrova a dover affrontare da solo il potente non-morto. Nonostante ciò, le fiamme erette da Dark Schneider persistono e il ninja deduce che lo stregone sia ancora vivo. Vedendo che i suoi attacchi non hanno effetto, Gara decide di giocarsi la propria ultima carta: la spada Murasame è in grado di esorcizzare la magia di qualunque avversario, ma a costo di risucchiare la vita di chi la brandisce. Dopo un primo tentativo andato a vuoto, Gara utilizza la tecnica definitiva della spada e riesce a tagliare in due il Lich, per poi crollare a terra esanime. Grazie al potere dell'anello demoniaco, tuttavia, il non-morto risorge, mentre il varco dimensionale si riapre e da esso fuoriescono Dark Schneider, Arshes, che può contare nuovamente sul Rajinken, ed Efreet. Lo stregone brandisce la spada del fuoco e riesce a incenerire il Lich. Nei sotterranei della fortezza, intanto, Yoko scopre che Abigail si è infiltrato al loro interno e intende utilizzare i tre tesori infernali al contempo, cosa che gli garantirà un potere senza eguali. Dopo la sconfitta del Lich, anche l'anello demoniaco viene attirato insieme agli altri due tesori ma l'unica ad accorgersene è Arshes Nei. |                   |                   |
| 19                            | L'Imperatrice del fulmine 「雷帝」 - Rai tei | 15 settembre 2022 | 15 settembre 2022 |
| 20                            | Tirannia 「暴虐」 - Bōgyaku | 15 settembre 2022 | 15 settembre 2022 |
| 21                            | Una battaglia feroce 「激闘」 - Gekitō | 15 settembre 2022 | 15 settembre 2022 |
| 22                            | Conclusione 「結章」 - Yuishō | 15 settembre 2022 | 15 settembre 2022 |
| 23                            | Annientamento 「消滅」 - Shōmetsu | 15 settembre 2022 | 15 settembre 2022 |
| 23                            | La combinazione degli attacchi Halloween e Exodus scagliata da Dark Schneider ha finalmente distrutto l'armatura demoniaca di Abigal, ma a prezzo altissimo: nel colpire l'avversario, lo stregone ha visto il proprio corpo venire letteralmente tranciato in due. Ancora una volta però, probabilmente a causa del legame che lega Dark Schneider ad Anslasax in procinto di risvegliarsi, lo stregone è ancora in vita. Anche Abigail è sopravvissuto, sebbene abbia esaurito gran parte della propria energia magica e abbia perso il potere garantitogli dai tre tesori infernali. Il negromante usa la magia che gli resta per evocare un esercito di non morti che si scontra con Gara, Arshes, Ari e Kai, supportati sia dai soldati di Meta-Likana che dall'esercito dei ninja. Abigail decide allora di creare con i corpi dei suoi zombie un gigantesco guerriero non-morto che si dimostra capace di bloccare gli attacchi del Rajinken e della spada Murasame. Quando sembra che non ci sia più niente da fare, Dark Schneider riesce a evocare gli spiriti del fuoco che si uniscono a lui fornendogli un nuovo corpo e permettendogli di riprendere il combattimento. |                   |                   |
| 24                            | Fine 「終焉」 - Shūen | 15 settembre 2022 | 15 settembre 2022 |
| 24                            | Nel regno di Judas, Kall-Su osserva quanto sta accadendo ad Anslasax, ormai sveglia ma non ancora libera in quanto manca l'ultimo sigillo necessario al suo definitivo ritorno e capisce che il potenziale magico del Dio della Distruzione sta "risuonando" nel corpo di Dark Scheinder, conferendogli un potere inaudito. Questi, sul campo di battaglia, evoca la spada di fuoco di Efreet e riesce prima a distruggere il gigantesco combattente zombie creato da Abigail e, infine, a uccidere apparentemente quest'ultimo trafiggendogli il petto con la spada di fuoco. A questo punto, gli spiriti del fuoco vengono meno e lo stregone si ritrova nuovamente con il corpo martoriato, a un passo dalla morte. Disperata, Yoko si getta sul suo corpo e lo stregone dichiara di amarla, così come la ama Rusie. I due vengono però interrotti dall'ennesimo "ritorno" di Abigail, ormai quasi privo di poteri, ma ancora abbastanza forte da infierire sul corpo di Dark Scheider con i suoi incantesimi. A questo punto Yoko si rende conto che il ponte dove si trova il negromante è sul punto di crollare e, con un gesto apparentemente suicida, si lancia contro di lui causando il crollo del ponte: Abigail finisce infilzato in una guglia e, finalmente, il suo corpo di dissolve, mentre Yoko precipita nel fiume. Dal corpo di Dark Scheider, folle per la rabbia e il dolore, comincia a espandersi un'abbagliante luce dorata che avvolge il castello di Meta-Likana, apparentemente distruggendo tutto ciò che ha intorno. Lo stregone muore e il sigillo che lo legava a Rusie Renren si spezza una volta per tutte. In un limbo sospeso tra la vita e la morte, prima che i loro destini si separino, Dark Schneider bacia Yoko sotto gli occhi di Rusie. Nel regno di Judas, tre generali di Kall-Su discutono della morte di Abigail, mentre l'ultimo Re Celeste assiste ad Anslasax che, non avendo recuperato il quarto sigillo, sprofonda di nuovo nel suo sonno. Lo stregone non è tuttavia turbato né da questo né dalla sorte dei 3/4 dell'Armata Ribelle delle Tenebre, sostenendo che i suoi piani sono ancora conseguibili. Subito dopo, davanti ai portoni una fortezza nascosta del regno di Iron Maiden, sopravvissuta all'attacco dell'esercito di Abigail, si presenta una rediviva Yoko, reggendo in braccio il corpo martoriato di Rusie, e implora i samurai all'interno di salvarlo. |                   |                   |
| Seconda stagione (15 episodi) | |                   |                   |
| 25                            | Rivolta 「叛旗」 - Hanki | 31 luglio 2023    | 31 luglio 2023    |
| 26                            | Fato 「運命」 - Unmei | 31 luglio 2023    | 31 luglio 2023    |
| 27                            | Tempesta 「青嵐」 - Seiran | 31 luglio 2023    | 31 luglio 2023    |
| 28                            | Alba 「黎明」 - Reimei | 31 luglio 2023    | 31 luglio 2023    |
| 29                            | Ghiaccio e neve 「氷雪」 - Hyōsetsu | 31 luglio 2023    | 31 luglio 2023    |
| 30                            | Partenza 「出航」 - Shukkō | 31 luglio 2023    | 31 luglio 2023    |
| 31                            | Teletrasporto 「転移」 - Ten'i | 31 luglio 2023    | 31 luglio 2023    |
| 32                            | Terra magica 「魔境」 - Makyō | 31 luglio 2023    | 31 luglio 2023    |
| 33                            | Leggenda 「伝説」 - Densetsu | 31 luglio 2023    | 31 luglio 2023    |
| 34                            | Tuono in lontananza 「遠雷」 - Enrai | 31 luglio 2023    | 31 luglio 2023    |
| 35                            | Guerra santa I 「聖戦Ⅰ」 - Seisen Ⅰ | 31 luglio 2023    | 31 luglio 2023    |
| 36                            | Guerra santa II 「聖戦Ⅱ」 - Seisen Ⅱ | 31 luglio 2023    | 31 luglio 2023    |
| 37                            | Guerra santa III 「聖戦Ⅲ」 - Seisen Ⅲ | 31 luglio 2023    | 31 luglio 2023    |
| 38                            | Guerra santa IV 「聖戦Ⅳ」 - Seisen Ⅳ | 31 luglio 2023    | 31 luglio 2023    |
| 39                            | Radunata 「集結」 - Shūketsu | 31 luglio 2023    | 31 luglio 2023    |

### Light novel
Dalla serie sono state tratte anche quattro serie di light novel edite da Shūeisha e pubblicate sotto l'etichetta Jump j Books; le illustrazioni sono curate personalmente da Kazushi Hagiwara, già autore del manga originale. Il primo romanzo è Bastard!!: Requiem per lo spirito dei mostri (BASTARD!! 魍魎たちの鎮魂歌?, Bastard!! Mōryō-tachi no chinkonka), scritto da Nobuaki Kishima, è stato pubblicato originariamente in Giappone il 26 marzo 1993. Sono presenti tre diversi racconti, tutti quanti ambientati 50 anni prima della storia principale. Viene raccontato che prima dell'ultima Grande Guerra il mondo era diviso in cinque parti, quattro regni e venticinque distretti, governati da Dark Schneider. Il romanzo si concentra sulle vicende di quest'ultimo e dei precedenti Quattro Re Celesti prima che scoppiasse il conflitto. In Italia il romanzo è stato pubblicato da Kappa Edizioni nell'aprile 2000.
Il secondo romanzo è intitolato Bastard!! II: Legami di sangue (BASTARD!! 2 悪魔の褥に横たわりて?, Bastard!! 2 Akuma no shitone ni yokotawarite), il quale è ad opera dei medesimi autori del precedente, è uscito in Giappone il 4 agosto 1993. Narra di come Dark Schneider ha sconfitto l'esercito di Ludvig e ha conquistato il territorio del giovane re. Successivamente lo stesso Dark Schneider e i precedenti Quattro Re Celesti dovranno affrontare Arshes Nei la regina del fulmine, Abigail il profeta, Gara il signore dei ninja e Kall-Su il sommo re dei ghiacci. In Italia il romanzo è stato pubblicato sempre da Kappa Edizioni nell'ottobre 2000.
Il terzo romanzo è Bastard!! Black Rainbow (BASTARD!! 黒い虹?, Bastard!! Kuroi niji), scritto da Benny Matsuyama, è composto da due volumi usciti in Giappone rispettivamente il 21 settembre 2001 e il 25 agosto 2004. Collocato cronologicamente 100 prima dell'inizio della storia principale, Dark Schneider e i precedenti Quattro Re Celesti intraprendono la conquista del misterioso continente di Man-Sihead dove però scopriranno a loro spese che non si può utilizzare la magia e questo gli renderà le cose difficili. A differenza dei precedenti casi, si tratta di un episodio ufficiale dato che la bozza originale è stata scritta da Hagiwara. In Italia è stato pubblicato il primo volume da Panini Comics sotto l'etichetta Planet Manga nella collana Planet Novels nel luglio 2003 mentre il secondo è rimasto inedito.
Il quarto romanzo è Bastard!! Ninja Master Gara gaiden (BASTARD!! NINJA MASTER ガラ外伝?, Bastard!! Ninja Master Gara gaiden), scritto da Hideyuki Furuhashi, è anche esso composto da due volumi usciti in Giappone rispettivamente il 19 marzo 2012 e il 17 ottobre 2014. In questa serie viene narrato il viaggio di ritorno del maestro ninja Gara, il quale è finito in capo al mondo.
| Nº | Titolo italiano Giapponese 「Kanji」 - Rōmaji | Data di prima pubblicazione            | Data di prima pubblicazione     |
| Nº | Titolo italiano Giapponese 「Kanji」 - Rōmaji | Giapponese                             | Italiano                        |
| 1  | Bastard!!: Requiem per lo spirito dei mostri 「BASTARD!! 魍魎たちの鎮魂歌」 - Bastard!! Mōryō-tachi no chinkonka | 26 marzo 1993 ISBN 4-08-703001-6       | aprile 2000 ISBN 88-87497-17-6  |
| 1  | Capitoli - Capitolo 1 - Ombre dall'oscuro - La tempesta - Ombre dall'oscuro - La bestia - Ombre dall'oscuro - Il mistero - Ombre dall'oscuro - La maledizione - Ombre dall'oscuro - La guerra - Ombre dall'oscuro - Il rancore - Ombre dall'oscuro - Il labirinto dell'inferno - Ombre dall'oscuro - L'attacco - Ombre dall'oscuro - L'oscuro - Ombre dall'oscuro - Il giuramento - Capitolo 2 - Requiem per lo spirito dei mostri - L'irresistibile fascino - Requiem per lo spirito dei mostri - Il travestimento - Requiem per lo spirito dei mostri - Il sangue - Requiem per lo spirito dei mostri - Il cadavere - Requiem per lo spirito dei mostri - Il massacro - Requiem per lo spirito dei mostri - I semi - Requiem per lo spirito dei mostri - L'origine - Requiem per lo spirito dei mostri - La fontana - Capitolo 3. Il grido e il bisbiglio dei fantasmi - Il dubbio - - Il grido e il bisbiglio dei fantasmi - Il marchio - Il grido e il bisbiglio dei fantasmi - Il presagio - Il grido e il bisbiglio dei fantasmi - Le larve - Il grido e il bisbiglio dei fantasmi - La falena - Il grido e il bisbiglio dei fantasmi - Il pianto - Il grido e il bisbiglio dei fantasmi - Nada : Il vuoto - Il grido e il bisbiglio dei fantasmi - Contro il destino - Il grido e il bisbiglio dei fantasmi - L'urlo |                                        |                                 |
| 2  | Bastard!! II: Legami di sangue 「BASTARD!! 2 悪魔の褥に横たわりて」 - Bastard!! 2 Akuma no shitone ni yokotawarite | 4 agosto 1993 ISBN 4-08-703012-1       | ottobre 2000 ISBN 88-87497-26-5 |
| 2  | Capitoli - Capitolo 1 - Foschia - Tana - Vendetta - Spiriti - Legami di sangue - Marionette - Capitolo 2 - Il caos - Cascata - Caccia - Oscillazione - Cadavere - Rimpianto - Capitolo 3 - Rumore di passi - Fuga - Pericolo - Tormento - Il nido del ragno - Resuscitare - Lupi - Silenzio |                                        |                                 |
| 3  | Bastard!! Black Rainbow 「BASTARD!! 黒い虹」 - Bastard!! Kuroi niji | 21 settembre 2001 ISBN 4-08-630048-6   | luglio 2003 ISBN 88-8343-164-2  |
| 3  | Capitoli - Prologo - Capitolo 1 - L'ascesa del mago |                                        |                                 |
| 4  | 「BASTARD!! 黒い虹」 - Bastard!! Kuroi niji – "Bastard!! Black Rainbow" | 25 agosto 2004 ISBN 4-08-630154-7      | —                               |
| 5  | 「BASTARD!! NINJA MASTER ガラ外伝」 - Bastard!! Ninja Master Gara gaiden – "Bastard!! Ninja Master Gara, storia parallela" | 19 marzo 2012 ISBN 978-4-08-703238-3   | —                               |
| 6  | 「BASTARD!! NINJA MASTER ガラ外伝」 - Bastard!! Ninja Master Gara gaiden – "Bastard!! Ninja Master Gara, storia parallela" | 17 ottobre 2014 ISBN 978-4-08-619540-9 | —                               |

### Videogiochi
Sono stati tratti due videogiochi ispirati al manga: un picchiaduro per il Super Famicom e un videogioco di ruolo con elementi di combattimento, per PlayStation. Un MMORPG intitolato BASTARD!! ONLINE è stato in sviluppo da parte dell'editore giapponese Tecmo e la casa di sviluppo software Shaft. È stata annunciata l'uscita di una versione beta nel 2006. Il 18 dicembre 2009 la Tecmo ha annunciato la cancellazione di BASTARD!! ONLINE.

## Accoglienza
Bastard!! è una delle serie manga più vendute di tutti i tempi di Shūeisha, con oltre 30 milioni di copie vendute entro il 2008.